# 天馬ゆい
天馬 ゆい（てんま ゆい、1998年2月14日 - ）は、日本のAV女優。クローネ所属。

## 略歴
アニメ好きが高じて、声優養成所に通い演じる楽しさに気づく。18歳で28歳のバイト先店長と初体験。2人目の彼に浮気されたことで2018年4月に上川星空（かみかわ そら）（1997年12月3日生）としてAVデビュー。所属事務所はジールグループ。デビュー前の経験人数は2人だけだったが、性に開花するとともに承認欲求も満たせることに気づく。2020年6月8日、所属事務所を退所し引退。
2021年3月18日、「天馬ゆい」として再デビュー。
2021年7月2日から配信された『救星戦隊ワクセイバー』では敵の女幹部ラージュラを演じ話題になった。
2021年5月からは事務所クローネの先輩、葉月もえとのトークイベント「もえちゃん天ちゃんの禁断白書」を開催。2022年11月の第18回ではノーメイクパジャマ回を行った。
2022年12月1日、DMM GAMES「クリムゾン妖魔大戦 新キャラクター声優公開オーディション」にエントリー。
2023年1月3日、撮影に関しては同年2月で一区切り、イベントに関しては3月をもって一時休養することを発表。
2023年9月11日週FANZA動画フロアランキングにて、2022年9月発売の『女子陸上部員が1cmハメ空気椅子ケツ肉プルプルあわや合体の下半身強化合宿で膣奥打ち抜かれピストン騎乗位に溺れた2泊3日10発 天馬ゆい』が2位を記録。
同年10月より仕事復帰。約7か月ぶりの撮影復帰となった。
2024年8月9日から8月11日まで台北南港展示センター ホール2（TaiNEX 2）で行われた「TRE台北国際成人展」に登壇した際には、日本でもその模様が報道された。

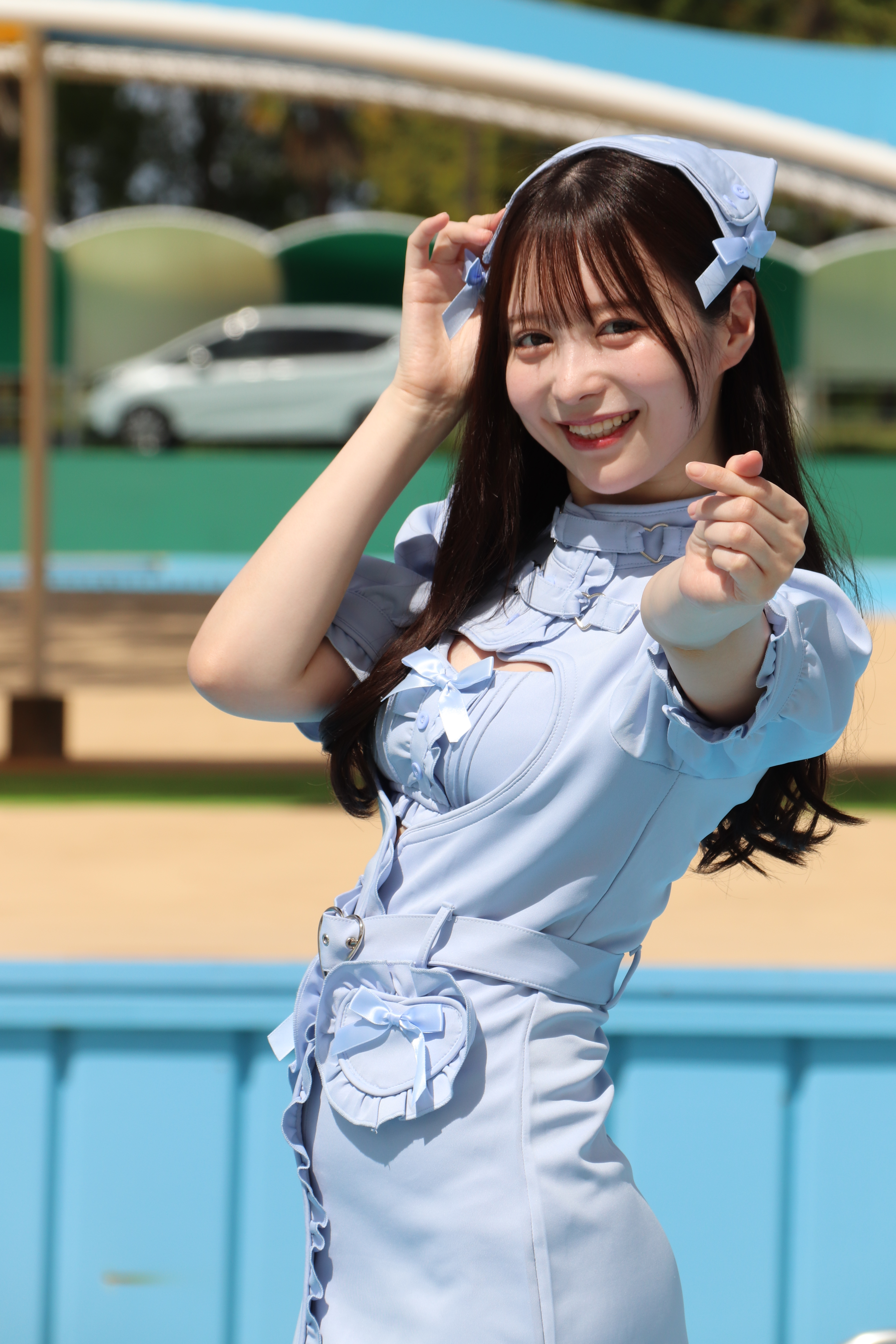
Trend Girls Photo Session (2024年)

同年9月15日、台湾・JKFが共催のもと、日本初のセクシー女優のみで行うプール撮影会『TREND GIRLS 撮影会 2024』に参加し水着姿が報道された。また同イベント内で行われた『TREND GIRLSファッションショー』にも参加し、ランウェイを歩いた。
2025年2月10日週FANZA通販フロアランキングでは、出演した『MOODYZファン感謝祭 バコバコバスツアー2025 素人17名とAV女優17名の1泊2日大乱交 新世代AVオールスター覚醒！』が予約段階で初登場3位を記録。
同年5月5日週FANZA動画フロアランキングにて、同年2月発売の『伝説の同人CG作品を映像化！！ 実写版！子産み島 前編～週7で産めるメスたち～ 天馬ゆい 弥生みづき 工藤ララ』（Fitch）が7位に浮上した。
同年6月16日週FANZA動画フロアランキングで2024年に出演、発売した『福袋 円光タダまん 美少女生中出し18名収録 総尺40時間41分（2441分）』（First Star）が1位に上昇した。
2025年7月11日からギガ特撮チャンネルで開始された『装弩戦隊ゴウケンゴー』では男装の麗人と女幹部役に加え全4話の脚本を担当した。

## 人物
- 青森県出身。
- 趣味・特技はアニメ、ゲーム、コスプレ。B級ホラー映画が好き[23]。自称「しゃべるタイプのコミュ障」[3]。
- 初体験は前述のとおり18歳の時で、相手は既婚者だった当時の彼氏[23]。同棲までしていたが、2021年のイベントでは素人時代の懺悔としてこの当時の恋路を挙げている[24]。
- AVデビューの動機は、当時の彼氏が浮気したことで、愛されていないと感じて自暴自棄になり[25]、自ら事務所のホームページを探して女優募集に応募したこと[26]。最初は彼氏への仕返しのつもりだったが、元々演技やエッチなことが好きだったこともあり、初撮影の時からこの仕事の楽しさを感じ、これをきっかけに、それまでの恋愛依存状態から抜け出し、「もっと集中してこの仕事をしたい。仕事という生きがいを見つけた!」と気持ちに変化が起こり、彼氏へAVを始めたこと、仕事が楽しくてもっと集中してやりたいことをなどを告白。打ち明けられた彼氏の反応は別れたくないといった感じで、AVを初めた当初はまだ関係が続いていたが、その後別れを切り出されたため仕事を取った[25]。
- 女性特有の「常に一緒にいる」ような関係を苦手とし、学生時代は不登校であった[25]。競泳水着や陸上部など運動部の役回りも多いが、運動部に入ったことはなく自転車にも乗れない[3]。太ももや臀部をはじめ、筋肉や体幹を褒められることも多いが、すべて撮影で付いた「AV筋」だという[3]。
- メイクで大幅に変わる顔立ちを自認しており、薄くすればJK、濃くすれば人妻、悪役から痴女まで幅広い役柄をこなす[27]。2022年の時点では共演作で最もキャリアが多いことも増え、タチ役や先導役を務めることも多い[27]。後輩で凄いと思った女優として、松本いちか、渚みつきの2人を挙げている[27]。
- 2024年のインタビューでは、出演本数100作を超える中で、最も売れた作品は1週間で1万本のセールスを記録した2022年9月発売の『女子陸上部員が1cmハメ空気椅子ケツ肉プルプルあわや合体の下半身強化合宿で膣奥打ち抜かれピストン騎乗位に溺れた2泊3日10発 天馬ゆい』（アリスJAPAN）だと答えている[3]。前述のように同作品は1年後も再注目を浴びランキングに再浮上した。

## 作品

### アダルトビデオ

#### 上川星空 名義
- アニメの学校に通う性欲が異常に凄すぎるヲ乙女AVデビュー!（4月13日、MOODYZ）
- 父の日にうぶな愛娘と近親相姦!! 母さんほどに成長したおっぱい、チラ見えパンティにフル勃起! 許されない事だからと素股までのつもりが娘のトロトロ桃色ま●こにぬるっと入っちゃった!（5月25日、SCOOP）
- マジックミラー号 女子○生限定! 豪華撮りおろし2タイトル収録8時間! 田舎 & 都会で見つけた制服美少女 総勢15人全員SEX成功&オール顔射スペシャル!（6月7日、SODクリエイト）※「えりか」名義
- 女子旅 002 女友達二人のプライベート自撮り撮影旅行―。（6月29日、ゴーゴーズ）
- ノーブラ貧乳女子の恥ずかしい敏感乳首（7月5日、グローリークエスト）
- これが私(女子社員)のお仕事です! AVメーカー勤務女性スタッフ密着撮影 Case.03 水野あやの場合（7月13日、ゴーゴーズ）※「水野あや」名義
- ディープス20周年記念スペシャル作品! 一般黒人男性×素人女子大生 ち○ぽが大きすぎて困っている日本在住の黒人男性が素人女子大生にお悩み相談! 彼氏の極小ち○ぽよりはるかに大きい黒デカち○ぽの登場にハニかみながらも色白うぶマ○コは疼きだす! 7 子宮の奥まで届く未体験のガン突きセックスに激イキ合計126回!! 人生初の黒人ザーメン中出しスペシャル! 2枚組8本番!（7月19日、DEEP'S）
- 痴漢総決起集会2018 夏の陣撮り下ろし10作品 完全［中出し］スペシャル（8月1日、ナチュラルハイ）
- 日焼けあとを軽減します。 思春期のうぶで感じやすい女の子を狙う 強制痙攣“ワレメ発芽”エステ（8月9日、ひよこ）
- ラブラブオナニーサポート 貴方が大好き♡（8月13日、アロマ企画）
- 女子○生のパンチラ尻に我慢できずにバックからねじ込むデカチン即ハメ! 「これ以上はムリです…」断られても強引にイカせるイケメンおじさんの高速ピストン口説きSEXを完全収録!! 未体験の大人チ○ポに夢中になったデカ尻Ｊ○が同級生の彼氏では味わえない連続絶頂合計40回!（8月19日、DEEP'S）※「あいる」名義
- すらり脚のデニスカぱんちら（8月25日、アロマ企画）
- 上司が寝ている隣の部屋で娘の女子○生を壁に押し付け子宮に精子がかかるほど奥中出し 3（9月6日、ナチュラルハイ）
- 布団の中の密着ピストンでねっとり膣奥を突かれ発情した看護師は何度も絶頂を求める（9月6日、ナチュラルハイ）
- \交の相場が分からないパイパン天然女子校生と生中出し潮吹きSEX（9月14日、S級素人）※「ソラ」名義
- 就活難民のゆとり女子大生急増!? 未だ内定を貰えないゆとりっ子に追い討ちをかけるかの如く圧迫面接を実施!面接後の落ち込んだゆとりっ子に救いの手を差し伸べた面接官は情け無用の圧迫プレスで子宮採用!!（9月14日、SCOOP）
- 「えっちに興味あるんですけど、処女なんです…」 コンドーム自販機で避妊具を買っていた女子○生にインタビュー（9月20日、SODクリエイト）※「ひかり」名義
- 顔とパンチラと囁き淫語（9月25日、アロマ企画）
- 女性社員限定 株式会社ゴーゴーズ 社外秘 AVメーカー的業務日報 vol.06（9月28日、ゴーゴーズ）※「水野あや」名義
- 訪問先で媚薬チ○ポを即ハメされて抵抗するも絶頂が止まらない敏感女 2 〜配達員、ピザ屋、古本買取、ストレッチ整体、家事代行〜（10月11日、ナチュラルハイ）
- 密室で乳首をいじられ失禁イキしながら発情する女子○生 3 〜施設トイレ、ゲームセンター、ボイラー室、駐輪場〜（10月11日、ナチュラルハイ）
- 【未公開】 秘密の連続射精コレクション。 〜ひよこ女子のかわいすぎる手コキフェラで“2発も3発も”精子枯れ果てるまで…〜（10月11日、ひよこ）
- イベント帰りの浮かれコスプレ女子大生をお持ち帰りナンパ!!（10月12日、S級素人）
- お姉さんにパンチラ挑発されながらザーメンを太腿とパンツに放出してもいいですか!? その3（10月13日、アロマ企画）
- クリトリスの形までクッキリわかる! イキまくりパンツ越しオナニー 2（10月13日、アロマ企画）
- 夜行バスで声も出せずイカされた隙に生ハメされた女はスローピストンの痺れる快感に理性を失い中出しも拒めない 女子○生限定 2 腰振り発情SP（10月25日、ナチュラルハイ）
- ローアングルでベストアングル連発!! じっくり仰ぎ見るパンチラ（11月13日、アロマ企画）
- 「お兄ちゃん、もしかして私のこと避けてるでしょう?」 「バカその逆だよ!どストライクなんだよ(※心の声)」 無邪気にボクに接してくる妹はボクの事が超大好き!!嬉しいは嬉しいけど実は超どストライクで困ってます!!とにかくそれがバレないようにがんばっていたけど、そんなボクの気持ちを理解してくれず妹はボクがお風呂に入っている時に背中流してあげると言って入ってきたんです!!当然、妹の膨らみかけた胸は丸見えだし肌と肌がこすれ合うし…そんなのされた日にはボクは勃起してしまいます!!!勃起していたら当然、バレてしまいヤバイと思ったけど隠しきれず!気持ち悪がられると思ったらそれどころか嫌われていなくむしろ自分に勃起してくれたことに興奮した妹は「お兄ちゃんが喜んでくれるなら何だってしてあげるね…」とまさかの神展開!!しかもしかも「小さいけど私…乳首すごく感じるんだよ!」と言うので乳首を弄り回したら感じまくって顔に似合わず体を反るほど連続爆イキ!!（11月19日、Hunter）
- 絶倫少年 美乳義妹連続中出し痴漢 2 〜父親の再婚で突然できた美乳で美人な義理の妹を何度も何度も連続中出しで犯しまくる!〜（11月19日、アパッチ）
- 美尻ピストン痴漢 ピタパン尻を痙攣させながらイキ堕ちる絶頂ハメ潮女（11月22日、ナチュラルハイ）
- 少女に無許可中出し&マ○コぶっかけ。 本物精子がメレンゲになるまで竿姉妹丼ぶり(仮) (のつもりでしたが、少女たちが敏感すぎて潮で精子を吹き飛ばしてしまうので、メレンゲというよりは潮と精子でぐちょぐちょになりましたがすごくエロいです)（11月22日、ひよこ）
- 純粋で、無口な、笑顔のかわいいパイパン美少女（12月1日、ロリ専科）※「そら」名義
- 乳首こねくり回し身体測定で発情しまくり女子9人! 知り合いのお医者さんにお願いして、女子○生の身体測定に助手として潜入! 測定では遠慮なく大胆に女子○生の体を好き放題触りまくって、乳首をこねくり回しまくったら想像以上に女子たちが敏感で感じまくり!結果、挿入すら拒否しない発情即マン状態に!（12月7日、Hunter）
- 「昔よく布団の中に一緒に隠れたよね!?今やるとちょっとドキドキするね…」 幼馴染と布団の中で糸引くほどの激しい濃厚ベロチューキス!! 幼、小、中、高とずっと同じ学校に通っているボクの幼馴染は超絶カワイイ!!今ではクラスのマドンナ的存在!!かたやボクはクラスの日陰的存在!!しかもクラスの男子にいじめられ登校拒否気味…。幼馴染がそんなボクを心配して部屋にやってくる!!ボクが「放っておいてくれ!」と言って布団の中に隠れると幼馴染も布団に入ってきた!「昔と違ってちょっとドキドキするね…」と暗い布団の中で微妙な空気に…すると「ねぇ今、唇と唇が触れたんじゃない??」と言って童貞のボクでも分かるくらいスケベな顔になった幼馴染…これ以上一緒に布団の中にいたら何か気まずいと思って布団から出ようと思ったら幼馴染がボクを引き止め糸を引くほどの濃厚ベロチューキス!!!超アグレッシブなマウントベロチュー大好きホールドで何度も中出しさせられちゃいました!!（12月7日、Hunter）
- 女子校生拘束中出し性交（12月14日、宇宙企画）
- 保育園に就職したら男の保育士はボク1人!?集団突き出しピタパン尻保育士に大興奮!! 忙しい園内を見渡すと、ヒップラインが強調されたパンツスタイルのピタパン保育士だらけでとにかくエロ過ぎる!そんな環境なので…勃起しまくり!勃起していたら当然、バレてしまい醜態をさらすハメに!だけど勃起をこんな想定外の場所で目撃した保育士たちはムラムラしはじめ、ボクのチ○ポを積極的に欲しがりだして…!?誘われるがままバックで挿入すると、普段の欲求不満が抑えられなくなった保育士たちは園児には絶対に見せられないエロい表情で何度もイキまくっていました!!（12月19日、Hunter）
- 家族がいるのに大好きな叔父さんの膝の上でこっそりチ○ポ挿入そのまま中出しまでさせてしまう姪っ子（12月20日、ナチュラルハイ）
- 「手錠の鍵をチ○ポに付け拘束された男子を見つけた純情女子○生は勃起しても発情せずにいられるか?」 VOL.1（12月20日、DANDY）
- DANDYアソート抜き比べ仕事集 年末SP（12月20日、DANDY）

- 人懐っこく素直でエッチなお漏らしパイパン義娘と中出し近親相姦（1月1日、ロリ専科）
- オナニーして激イキしたらバイブが抜けない!? お願い!助けて! 入浴中の弟に助けを求める姉（1月1日、sister）
- ナチュラルハイ新春特別作品 ホテル痴漢 6 中出しSP 総勢20人総集編付き2枚組 豪華版（1月10日、ナチュラルハイ）
- 神パンスト 人妻や母、働く制服OL等やらしい熟女の美脚を包んだ生ナマしいパンストを完全着衣でムレた足裏からつま先を味わい尽くす! オナニーや顔騎や足コキ、時には中出し時にはお尻にコスってぶっかけとやりたい放題!（1月10日、親父の個撮）
- 部屋でVRを見ながら乳首ローター使ってチクニーしている妹を目撃!!妹にそ〜っと近づいて無理矢理乳首責めしまくったらイキまくってそのまま近親相姦生中出しSEX完了!!（1月11日、SCOOP）
- 無防備パンチラ!はわざと? ボクのバイト先の本屋の女子○生は、制服姿のままバイトしていてスカートが短く高い所のモノを取ったり、低い所のモノを取ったりする度に無防備にパンチラしまくるもんだから興奮して勃起しまくり!思わずガン見していたら勃起がモロバレ!ヤバイと思い慌てて言い訳したら、気にしていないどころか逆に誘惑してきて、パンツの中はすでにビショ濡れ爆濡れ状態で太ももまで愛液が垂れていて発情状態!?店内に人がいようがお構いなしに求めてきます。（1月19日、Hunter）
- 「中出しされて妊娠したくないなら友達をここに呼び出してよ!」 絶倫少年女子●生 友達連鎖中出し輪姦 3 固定電マver.（1月19日、アパッチ）
- 「家族割引やってます」 オイルエステに来た仲良し母娘に媚薬を飲ませて下半身マッサージ! チ○ポを見て喜ぶ母と欲しがる娘を重ね合わせ中出し親子どんぶり（1月19日、ぐりーんあっぷる）
- 駅弁中出しJ○痴漢（1月24日、ナチュラルハイ）
- 思春期の体験 日焼け跡の残る美少女と夏の終わりの性交記録（1月25日、TMA）
- 素朴美少女 〜帰省してきた姪っ子が見ない間に大人っぽくなっていた〜 【ひとりっ子】 そら 18歳（2月1日、ロ●専科）※「そら」名義
- VR透明人間 〜これって仮想!?現実!?ひよこ女子にやりたい放題、本物中出し!!〜（2月1日、ひよこ）※AV OPEN 2018 乙女部門エントリー作品
- 私、最近SEXにハマってます。（2月13日、S-Cute）
- 個人撮影会にやってくるファン相手に(秘)営業で指名と小遣いを稼ぐNo.1個撮アイドル（2月23日、シャーク）※「そら」名義
- デリヘル呼んだら妹が来た! 結果、お店に内緒で中出し本番セックスする事になる 2（3月1日、sister）
- あどけない美少女をホテルに連れ込みイチャイチャハメ撮りSEX! エッチに興味津々過ぎて、スケベな姿を撮られてるのにエロエロモード全開で感じまくり!!（3月1日、S-Cute）
- 居酒屋痴漢（3月7日、ナチュラルハイ）
- シンプルに上手なフェラ 見た目普通の女の子なのにじゅっぽじゅっぽとエッチな音立てながらフェラする素人娘12人（3月7日、かぐや姫Pt/妄想族）
- 彼女のお姉さんは巨乳と中出しOKで僕を誘惑（3月19日、OPPAI）
- 「お姉ちゃんよりもっとイカせて!」 「私の方が気持ち良くなりたい!!」 2段ベッドの上下で連続同時イキする女子○生姉妹!!（3月19日、Hunter）
- 初めて同士の真面目な兄妹がエッチの予行練習でまさかの童貞&処女喪失!!（3月19日、Hunter）
- 素人限定! 固定電マ シーソーゲーム（3月19日、ATOM）
- 一度イッたら止まらない! 大人しそうな清純派女子●生12人が大胆に何度も昇天! マン汁くちゅくちゅイキまくりオマ●コ指入れ自画撮りオナニー4時間（4月1日、ロ●オナ）
- 153分間ノンストップ撮影、ノーカット編集で中出し34連発に長時間お掃除フェラとぶっかけ21連発!!（4月1日、FS.KnightsVisual）
- 「ダメ!挿っちゃってるよ!!お願い止めて!!」 可愛すぎる敏感ムッツリ幼馴染と素股していたらヌプヌプでズボ! 気持ち良すぎて生挿入&生中出ししたら超高速グラインド騎乗位で自ら腰を動かし連続爆イキ!!最後はカニばさみロックで中出し強要!!（4月7日、Hunter）
- スク水妹と一緒にお風呂!! いつの間にか成長していた妹のふくらみに我慢できず勃起!（4月7日、Hunter）
- 「あん!ダメ!彼氏にバレちゃう!」 宅飲みで酔っ払って彼氏との電話中にイタズラされ、バレないように声を殺して何度もイカされる敏感娘（4月7日、アパッチ）
- 部屋にあいた覗き穴からいつも妹を観察している引きこもりのボク。だけどある日、彼氏とエッチ中の妹はボクと目が合うと余計に感じ始めて…?（4月7日、お夜食カンパニー）
- センズリのお手伝いして下さい! 可愛い女の子に握らせて射精するまでシコらせ ch6（4月10日、ブリット）
- 2019年度ソフト・オン・デマンド 全裸入社式 女子社員19名の初脱ぎ・初SEX 初めて尽くしの超羞恥スペシャル!!（4月11日、SODクリエイト）※「上山美琴」名義
- 「お兄ちゃん!今日だけエッチな事教えてあげる!」 ヤリマンの妹がボク専属のエッチ専門家庭教師に!?（4月19日、Hunter）
- 昔から知っている近所の幼馴染がお泊まりしに来た。 幼馴染の両親が旅行に行きテスト期間中の幼馴染が一人では心配だと泊まりに来たのだが、成長しまくっている胸から目が離せない!（4月19日、Hunter）
- あなたのチ●ポ洗います。 2 素人アルバイト9人（4月19日、かぐや姫Pt/妄想族）
- 帰宅中の○学生を狙った公衆トイレこじ開けレイプ（4月26日、I.B.WORKS）
- ごっくん志願! 20 精子でお腹いっぱいにしたいです（5月1日、S.P.C）
- 「イ、イグゥ〜」普段は清楚で可愛らしい妹が媚薬チ○ポでエビ反りながら下品な顔でイキ狂う!!（5月7日、Hunter）
- 2019年度入社のSOD新人女子社員19名がAV制作の裏側を体験 19発の精液を搾り取る超羞恥研修（5月9日、SODクリエイト）
- 親子丼拘束 〜繋がれたまま互いにイキ潮を浴びせられる母と娘〜（5月9日、ナチュラルハイ）
- 自画撮り 本気で感じる触り方を語りながらイキ過ぎ悶絶オナニー（5月15日、プリモ）
- 催眠アプリで肉体操作&完全征服! 超H化した女子校生と禁断中出しSEX 義父と反抗期娘×叔父と姪×童貞男とお嬢様（5月15日、LOTUS）
- 勉強だけが取柄で彼女イナイ歴=年齢のサエないボクが女子校の先生になった途端モテ期到来!? 熱血教師のフリして「いつでも相談に来いよ!」なんて言ったら… ボクの小汚いアパートに連日押しかけて来る教え子たちとのヤバい関係にハマってしまった…（5月17日、SCOOP）
- Aカップ敏感女子は精子好き 【歯科助手】上川星空 23歳（5月23日、AKNR）
- マジックミラー号ハードボイルド 就活女子学生に「面接回りは足腰が命」と騎乗位エクササイズを指導 デカチン“ラップ素股”で欲求不満が爆発 激・潮杭打ちピストンで中出し!しちゃうなんて…（5月23日、サディスティックヴィレッジ）
- 【完全撮りおろし】 変態おじさんが秘かに撮り続けた珠玉の手コキ・フェラ映像を一挙公開。ひよこ女子13人24射精400分SPECIAL!（5月23日、ひよこ）
- おしゃぶり予備校 63（6月1日、FS.KnightsVisual）
- 2019年度SOD新卒女子社員の皆さん タオル一枚男湯入ってみませんか? 入社直後のうぶな新人5名が超羞恥ミッション盛り沢山のAV撮影現場研修に挑戦（6月6日、SODクリエイト）※「上山美琴」名義
- 恐怖で振り向けない背後から指が徐々にマ○コに近づく尻ワレメ痴漢で興奮し腰を前後に振りだす発情女 3（6月6日、ナチュラルハイ）
- 女子寮潜入!! 二段ベッド×3=6人同時多発中出し痴漢（6月7日、アパッチ）
- 超生意気なバイト先の後輩女子を宅飲みに誘ってその様子を動画配信! それだけじゃつまらないので、普段の舐めた態度を後悔させるため、こっそり酒に媚薬を混ぜてみたら… カメラに向かってアヘ顔連発!!意識がブッ飛ぶほど感じまくり!?意識がないので飽きるまで何度も何度も中出ししてやりました!!（6月7日、お夜食カンパニー）
- 歯科医院で狙われた女子学生 女子学生たちに麻酔薬と称した睡眠薬を注射し昏睡レイプしていた歯科医師 被害者20名（6月25日、レッド）
- 激カワ10代学生バイト嬢在籍店 都内沿線ピンサロ 裏オプの本番サービス 制服系風俗はヤレる!!（6月28日、TRIPLE H）
- 合宿中の女子テニス部の息抜きはボクのチ○ポだけ!! 無職でほぼ引きこもり状態のボクは、毎年夏になると親戚が経営する合宿所を半ば強引に手伝わされる。また汗臭い男の世話か〜と憂鬱になっていると、やって来たのはなんと可愛らしい子ばかりの女子テニス部!今までになかったいやらしい光景にムラムラ…、していたのはボクだじゃなかった!ハードな練習&禁欲集団生活で女子部員たちは超欲求不満で爆発寸前!こんなボクでも必要以上に求められ、練習後は運動部特有の底無しの性欲で何度も何度もエッチをおねだりしてきて勃起しなくなるまで何度でも求めてきました!（7月7日、Hunter）
- オイルエステ体験 仲良し母娘同時エビ反りイキ地獄! 〜無料のオイルエステ体験にやってきた仲良し母娘は、まさかの徹底クリトリス責めに困惑激発情!パーテーション1枚だけを隔てた母娘はお互いにバレないように声を殺して同時エビ反り絶頂!〜（7月7日、アパッチ）
- 「あの女ムカつくからヤッちゃっていいよ」 嫌いな女を男友達に売る怖い女（7月7日、お夜食カンパニー）
- ボクは教師でありながら補習授業と称して勉強を教えている女子生徒を昏睡させセックスしています（7月7日、東京スペシャル）
- SOD女子社員絶頂! イキまくり会社説明会2019 就活生の前でお漏らしせずにプレゼン出来るか?! 我慢出来ないほどの強イカセに失禁絶頂72回（7月11日、SODクリエイト）※「上山美琴」名義
- 背後から耳舐め乳首いじりで腰を抜かす敏感女 〜アスリート、巨乳OL、女子○生〜（7月11日、ナチュラルハイ）
- 女子校生 義妹をレズ調教（7月11日、アイエナジー）
- ミスばかりする新人ロリ看護師にダメもとでフェラをお願いしたら意外にOKだった（7月11日、DANDY）
- 見られて興奮! 自画撮り自慰中毒ドスケベ人妻性欲爆発オナニー vol.2（7月15日、LOTUS）
- 乳首めがけてハケが大回転! 新兵器!クイズ!乳首ドリルタイムショック 2（7月19日、ATOM）
- ナチュラルハイ20周年記念作品 接客中に顔を紅潮させながら感じまくるバイト娘 真夏の看板娘中出しSP 〜海の家、ガソリンスタンド、祭りの的屋、ビアガーデン〜 総勢27人総集編付き2枚組480分 超豪華版（7月25日、ナチュラルハイ）
- 母子家庭の娘はお漏らしする程男達に犯されまくる従順イジメられオ○ンコ娘（7月25日、ヒビノ）
- 女子○生の日常は超大胆! 彼氏とのイチャラブ 青姦・放尿・オナニー（7月25日、AKNR）
- 夜勤明けの解放感でHモードになった新人ナースの性欲マジ半端無い!! 潮吹きマシンバイブ 悶絶イキでスケベ全開 中出しSEXを拒むどころか求める新人ナースたち（7月26日、SCOOP）
- 素人セーラー服生中出し（改） 清純派色白美少女×Aカップ敏感微乳×孕ませ生中出し（8月1日、プラム）
- 『私もう子供じゃないよ…胸は小さいけど乳首はすごく感じるんだから…』 成長が止まっておっぱいがいっこうに大きくならない幼馴染、クラスメイト女子、義理の妹、義理の姉、…の乳首が胸元から丸見え!見ない様にしていもどうしても見えてしまう!ガン見していたら「今、見てたでしょう?」って言うから慌てて「お前みたいなちっちゃい胸に興味ない」と強く否定したら怒るどことか少々しゅんとした感じで「胸は小さいけど乳首はすごく敏感ですごい感じるんだよ。子供じゃないよ私…」と言ってボクの手を取って胸を触らせてきた!!と思ったら乳首に触ったとたん激しく感じまくり!!調子に乗って乳首をこねくり回したら激しく感じまくってエビ反り痙攣連続爆イキ!!更に調子に乗って何度も何度も中に出しちゃいました!!（8月7日、Hunter）
- 白衣を着用していれば誰も疑わない!大病院の盲点! 医師に扮した病院内侵入者によるクロロホルム昏睡レイプ映像 被害者20名（8月7日、東京スペシャル）
- 第1回 早漏女子陸上部イクイク潮吹き選手権 足も速いがイクのも早い超敏感マ○コの女子陸上選手が制限時間30分で何回潮吹きできるか?に挑戦（8月8日、ROCKET）
- 「ダメだよお姉ちゃん!それ以上動かしたら挿っちゃうよ!」 「挿ってないよ!太もも素股だよ!素股ならいくらしても良いからね!」 「姉ちゃん挿ってるって!」 ヌルヌルでズボっ!?まさかの生挿入!素股と称して挿入させてくる姉に何度も中出しさせられちゃったボク。（8月19日、ゴールデンタイム）
- 超絶イラマチオで何度も何度も強引に口内発射! 人生絶望堕ち無抵抗女にさらに何度も中出し! 被害者6人!（9月7日、アパッチ）
- 上下同時痴漢 4 2人の痴漢師に乳首とマ○コを同時責めされイキ墜ちる女（9月12日、ナチュラルハイ）
- デリヘルで呼んだ娘が、敏感すぎて潮吹いて僕の部屋をビショビショにするので怒ったらヤラせてくれたけど、感じまくりまさかの連続イキ!更にハメ潮吹きまくって困った! 8（9月12日、アイエナジー）
- 時間を止めるAV!なのにあえぎ声とピクつきをガマンできない敏感女優を「撮影になんねーよ!」と予定外の中出しレイプ!（9月26日、サディスティックヴィレッジ）
- 少女たちのイケないお遊戯 「こんなにオチ○チン大きくなってるよ 4」（9月28日、JUMP）
- 美女の唾液を味わう特濃ベロキス手コキ（10月10日、AKNR）
- 義父の狂気! 「俺をイカせたら許してやる!」 従うしか選択肢がない気弱な義理の娘たち（10月19日、アパッチ）
- 手の指でマ○コを隠さないから穴へのヌキサシと淫汁ぐちゅぐちゅがよく見える! 淫語かたりかけスティックローターオナニー 3（10月24日、アイエナジー）
- 「彼氏に中出しされちゃったどうしよう…」親友J○の子宮に精子が届く前にクンニでザーメンを吸い取る女子○生 VOL.1（10月24日、DANDY）
- 投稿レイプ 侵入男による学校内無差別クロロホルムレイプ 被害者20名（10月25日、レッド）
- 上川星空4時間（11月1日、MIX）※ベスト版
- ボクの会社のおしゃぶり大好き変態OLはイってもイっても止めないジュポジュポ追撃フェラで何度も射精させてくれる 2（11月1日、変態紳士倶楽部）
- 一人カラオケ個室オナニー盗撮 黒パンスト半脱ぎで指ズボオナニーして白濁の本気汁を垂れ流して即イキするOLを隠し撮り 3（11月1日、変態紳士倶楽部）
- 硬くなった乳首を責めるほど息が荒くなる我慢顔を見られ続け恥らいながらも腰が動きだす清楚女（11月7日、ナチュラルハイ）
- 気弱な義妹のお口で喉奥ハードピストンイラマチオ練習していたらパンツにシミが出来るほどのビショ濡れ状態!!喉奥発射したばかりのボクのチ○ポを求めるほどのド淫乱女に豹変!! 親の再婚でボクに突然義妹が出来た!しかも最高に可愛くてとんでもなくエロいんです!ボクに句を許しているのか、家の中ではかなり無防備でパンチラや乳首チラなど、目のやり場に困って勃起しまくりです!もう我慢できません!!しかもその義妹は気がとても弱く、断る事を知らないドM気質なので思い切って…「イラマチオしてみたい」とお願いしてみたらなんとOK!これでもかって言うほど喉奥にボクの勃起チ○ポをハードピストンしてやると、いやらしい表情を浮かべてパンツにシミを作るぐらいのビショ濡れ状態!そのまま喉奥発射したのも束の間、「もっと、もっとして!!」とボクのチ○ポを離しません!当然下の口にもめちゃくちゃ出してやりました!（11月7日、Hunter）
- 男嫌いのレズカップルに強制中出し!! サークルで嫌われているボクはいつも馬鹿にされてはパシリ扱い!!サークル合宿の温泉宿でもいろいろと無茶ぶりされたりパシリにされたりもう我慢の限界!!でも、仕返しする勇気もないのでこれを最後にサークルを辞めようと思っていたら…とんでもない逆転チャンスが!!!!!無理やり飲まされ酔いつぶれて寝ているとクチャクチャといういやらしい音と喘ぎ声が…目を開けると憎たらしい先輩と後輩がレズってる!!コッソリ撮影して脅してやったら見事に形勢逆転!完全ないいなり!ただでさえ男嫌いの二人が更に大っ嫌いなボクのチ○ポに犯されて何度も何度も中出ししてやりました!!!（11月7日、アパッチ）
- 全身ドロドロ汁だくザーメン痴漢（11月7日、アパッチ）
- 勝手にイキ方検証 AVでよく見るあのプレイをやってみた!! もうどうなっても構わない!大好きなあの子のイキまくっている姿!イキ様が見たいんだ!だから、思い切って襲ってAVでよく見るあのプレイで犯しまくってイカセまくり!（11月7日、ゴールデンタイム）
- ボクの部屋はいつの間にかワケあり家出少女たちの溜まり場! エッチは決して嫌がらないし何度、中に出しても文句言わない。何があったのか…理由は何も喋らないしほぼ無口…エッチの時も無反応…。でもゴムを外して生でエッチしたら声を出して恥ずかしそうに感じ始めた!と思って調子にのって何度も何度も激しく突いたら何度も何度もイキまくり!そして何度も中に出してやりました!（12月7日、お夜食カンパニー）
- パパママ頑張れ! ぬるぬるローションで仲良し家族対抗イキ我慢選手権! 合計中出し9発射!（12月12日、SODクリエイト）
- ナチュラルハイ20周年記念作品 こんな野外で?!こんな場所で?!顔射後も止めない突然の笑顔しゃぶりで連続2回おねだり女子○生   20人スペシャル全40発射!（12月12日、ナチュラルハイ）
- ROCKET年末超豪華レズスペシャル バトル・オブ・レズビアンズ 3 〜格闘ではないレズビアン・ラプソディ「イカセ愛」総当たりリーグ戦〜（12月12日、ROCKET）
- 「うちの嫁とヤッたんだから お前の嫁とヤラせろ!!」 旦那の目の前でリベンジ寝取り（12月13日、SCOOP）
- 一般男女モニタリングAV 女子○生限定高額アルバイト企画! 学校帰りに声をかけた有名進学校に通う素人女子○生をインタビュー中にノンストップザーメンぶっかけ! 合計55発 3 溜まりにたまった濃厚精子を大量に浴びせられて制服・髪・顔まで精子でべっとり! うぶなJ○オマ○コに大人のデカち○ぽをねじ込みザーメンまみれSEX!!（12月19日、DEEP'S）
- 「キスしてくれたら許してあげる!」 超絶キス魔な従妹に興奮が抑えきれず…!? 10年振りに会った従妹は驚くほど可愛くなっていたんだけど「私と結婚する約束憶えてる?」と昔した約束を大人になった今でも本気にしていて、はぐらかすと本気で怒ってしまい気まずい空気に!すると「キスしてくれたら許してあげる!」とまさかのお願い!少しくらいなら…と唇が触れた瞬間!従妹から思いっきり舌をねじ込んでくるベロチュー!!超絶キス魔だった従妹の舌使いに勃起を我慢できずにいると、チ○ポにも舌を絡ませてきてあまりの気持ち良さで我慢できず発射!!ヤバイと思ったけどねっとりフェラ&キスで再勃起させられて中出し!これで終わったかと思いきや、またねっとりフェラ&キスで再勃起させられ全精力を奪われるまで中出ししてしまいました!!（12月19日、Hunter）
- 万引きスキー娘 バックヤード拘束輪姦 スキー場近くのコンビニで万引きをしたスキーウェア娘を捕まえ、バックヤードに拘束して店員全員で入れ替わり立ち替わり性的制裁を加えて犯しまくる!（12月19日、アパッチ）
- 軽い気持ちで登録した女子○生円光倶楽部、実態は生ハメ中出し当たり前。オッサンの歪んだ性癖に従順に従うしかない10代の少女たち（12月25日、ホームルーム/妄想族）
- ナチュラルハイ20周年記念作品 再会中出し痴漢 4 完全撮り下ろし2枚組8時間特大号!!（12月26日、ナチュラルハイ）

- 『もっと激しく喉の奥に突いて欲しい…』 超真面目だと思っていた義妹の本性は実は超エロくてイラマされても更に激しさを要求するド淫乱女だった!!突然できた義妹は超真面目で控え目な性格!いつも本ばかり読んでいる印象。当然女としてではなく妹として接し兄として少しは慕ってくれるようになったのですが…。ある日、義妹が同級生の男を連れ込み自分の部屋でフェラをしているところを見てしまった!あの超真面目で控え目な義妹がそんな大胆な事を!?その日以来、義妹のことが気になり、なにかを口に持っていくだけで、フェラを想像してしまい勃起!義妹のフェラのことばかり考えてしまい我慢できない! つい義妹がアイスを食べるのを見てフェラ顔を想像し、ふと気がつけばアイスの代わりにボクのチ○ポを咥えさせ義妹にイラマをしてしまっていた!気持ち良すぎてそのまま発射!すぐに謝るが、義妹は怒るどころか「もっと激しくして」と求めてくるド淫乱女だった!（1月7日、Hunter）
- ボクの家はクラスの女子たちの溜まり場でパンチラ天国!! 親が仕事でいないことが多いボクの家は、いつしかヒマを持て余した同級生女子たちの溜まり場に!!自分の家なのに召使い状態のボクだけど命令には逆らえません…。なぜかって?それはパンチラが見放題だから!!パンチラを見まくっていたら興奮してしまいフル勃起!勃起がおさまらずにいると、それに気付いた女子たちはドン引き!と思ったら…逆にボクの勃起チ○ポでヒマ潰し!?イジられるほどビンビンになっていくチ○ポに女子たちはムラムラが我慢できず1人、また1人とエッチのおねだり!?ボクも女子たちも夢中になって極楽ハーレム展開になってしまいました!!（1月7日、Hunter）
- 両手足同時拘束大量中出し輪姦（1月7日、アパッチ）
- 叔母とその娘(従妹)がボクのチ●コ奪い合い親子丼3P! セックスレスの叔母さんは家に来る度に、両親の目を盗んで激しくボクを求めてきます。それに気付いた女子●生の従妹はボクと叔母さんのセックスを覗いてオナニーしています。オナニーで我慢できなくなった従妹もボクの膝の上で甘えるフリをしてスカートの中でボクのチ●コをこっそり挿入!そんな異変に気付いた叔母さんに「じゃれてるだけ」と誤魔化す従妹だけど、叔母にスカートをめくられバレてしまった!当然、怒った叔母さんは「コレはわたしのよ!!」と奪い合いが始まって…（1月7日、ゴールデンタイム）
- 食品工場で短期バイトをしている気弱な女子○生に男性従業員がセクハラしまくった一部始終。（1月7日、お夜食タイム）
- SOD女子社員 超豪華!! いきなり野球拳 初収録最新8本番→20番勝負 総集編←歴代人気12本番 8時間2枚組（1月9日、SODクリエイト）※「上山美琴」名義
- 東京都女子校内撮影 じゃれ合いおふざけエロ動画 男子の目線を気にせず無邪気にエロふざける制服美少女 Part.8（1月13日、カルマ）
- 家出少女媚薬漬け1泊2日輪姦（1月19日、お夜食カンパニー）
- 真面目で純真な少女の悩み事 「先生おしえてください」（1月25日、JUMP）※「そら」名義
- 「私の方が大人だから、もっと咥えられるもん!」 「私だったらもっと喉の奥まで挿れられるから!」 仲の悪い義妹二人が競い合って連続セルフイラマで発射しまくり! 親の再婚で一緒に暮らすことになった義理の妹二人。かわいいんだけどなにかと競い合って仲が悪い。少し大人な兄であるボクにどっちが大人っぽいか問い詰めてくる義理の妹たち。そんなの答えられない…と困っているボク、胸の大きさを揉み比べさせたり、キスの上手さを競うべく唇の奪い合いをしたり…そんな二人に戸惑って答えを出せずにいると、ボクのズボンを突然脱がし自らイラマチオ!「こんなことできるなって大人でしょ!?」と大人ぶる妹に対しもう一人の妹も競い合うようにWセルフイマラ!チ○ポを奪い合っては互いに喉の奥に咥え合う二人!当然我慢できなくて喉奥発射!だけど二人は精子を見て我慢できなくなったのか、何度も中出しを求めてきた!（2月7日、Hunter）
- ついカンニングをしてしまった優等生の弱みに付け込み教員たちが拘束輪姦指導（2月7日、アパッチ）
- 完全撮り下ろし 乳もみナンパ! 街行く女の子たちに交渉→即揉み!「今ここで!?さっき出会ったばかりなのに恥ずかしい…(照)」 おっぱいパワーで日本を元気にしよう!! 恥じらう赤面素人娘106人の色・形・大きさの違う生おっぱいを揉んで!触って!鷲掴み! 5時間スペシャル! vol.07 in渋谷・原宿・新宿・銀座・池袋 （2月19日、DEEP'S）※「ほのか」名義
- 義妹を家庭内ストーカー!我慢できずに危険日中出し13連! 親が再婚し同じ家で暮らすことになった義妹。超タイプで仕草表情いちいち可愛い。一緒の生活をするうちに気になりすぎて、義妹の部屋から下着を漁るように…。さらにはオナニー回数や生理周期まで把握し、いつしかストーカー状態に。ある日部屋を漁るのが義妹にバレてしまい、超ピンチ。親に報告されたら家を追い出される!義妹と会えなくなる!崖っぷちのボクは義妹を思わず押し倒し、どうせお終いならと欲望を全部ぶつけた!義妹の可愛いおっぱいやマ○コを直に見れて触りまくり!舐めまくり!フェラだって強引にさせ最後は当然、中出しに!そういえば義妹は今日は危険日。中出ししたことに興奮しつつ、嫌がる義妹に中出しを続けていたら徐々に抵抗が弱まりまさかの発情でイキまくり!!そのまま怒涛の13連中出ししてやりました!（2月19日、Hunter）
- 痴漢師に満員電車の中で下着姿にされ見られる羞恥で抵抗できない敏感女 2（2月20日、ナチュラルハイ）
- 女囚人同士で喧嘩が発生! 女囚人取調室昏睡レイプ 白状しない女容疑者。取り調べ中に飲んだお茶に睡眠薬が…（3月7日、東京スペシャル）
- SOD女子社員 8名が業務中に全裸健康診断 膣の奥までチ○ポでチェックするAV会社ならではの赤面羞恥検診 8名全員のSEXを収録した4時間スペシャル!（3月12日、SODクリエイト）※「上山美琴」名義
- 連姦痴漢 3 犯されるたびに激痛が快感に変わり泣きイキする女子○生（3月12日、ナチュラルハイ）
- パンティフェチ愛好会（3月12日、フェチ眼）※「星空」名義
- 超強力な即効性の媚薬と敏感になっちゃう催淫ツボマッサージで我慢できない制服美少女悶々整体院盗撮（3月13日、カルマ）
- 濃厚フェラしてくれている女の子の緩んだ股間の奥に見えるパンチラで異様に興奮します!（3月25日、アロマ企画）
- 素人女子のイカせ合い!! 羞恥レズ絶頂バトル!（3月25日、堅者の食卓/妄想族）
- 化学実験室の事故!?昏睡してしまう助手 教授と実験中、手伝いをしていた助手は言われる通りに薬品を入れると白い煙が!そのまま気を失ってしまう…（3月25日、レッド）
- コンドームが脱げるほど媚薬でキツマンになった女子○生を無断で(ゴムごと)生ハメ（3月26日、ナチュラルハイ）
- 「ウチの家族って、おかしいですよね…」 父親に日常的に犯されている娘たちの記録（4月7日、アパッチ）
- 1日に2回も犯された女子●生 万引きで捕まったスーパーで店長から「通報しないであげるから…」と身体中をセクハラされ店員たちと中出し輪姦! 迎えに来た教師に連れられ帰った学校では「親には黙っててあげるから…」と教師にハメられまくって中出し! もしかして、こいつらグルか!?（4月7日、アパッチ）
- 「そんなに締めつけたらまたすぐ出ちゃうよ…」 縦四方固めピストン騎乗位でマ●コから精子がどくどく溢れるまで抜かずの連続中出し!! ボクと仲良くなりたい義理の妹は一緒にストレッチしようと誘ってくるんだけど、プリンっと突きだしたスパッツ越しのお尻に超ドキドキ!美尻アピールはどんどんエスカレート!Tバックエロ美尻にもう我慢の限界!!パンツをずらしてバックからズブリ挿入!!ストレッチ効果でアソコの締まりが物凄くて一瞬で中出し!怒るどころか発情した義妹がボクに跨り『尻突き出し縦四方固めピストン騎乗位』で精子がマ●コからどくどく溢れ出すまで抜かずの連続中出しでマ●コが決壊!?（4月7日、ゴールデンタイム）
- 匿名投稿エロ動画サイト この動画でオナニーしてるの…キミだよね? さぁ!バラされたくなかったら目の前でオナニーしてもらおうか!（4月7日、東京スペシャル）
- 交際禁止校で違反した生徒 彼氏の目の前で胸糞NTR（4月9日、AKNR）
- 不妊治療のためと嘘をついて媚薬投薬しアソコを刺激!!カラダが熱くなってチ●ポを欲しがる人妻は悪徳医師に弄ばれて孕ませSEX治療完了!!（4月10日、SCOOP）
- 下着姿のまま玄関先に現れてデリバリー業者を誘惑する女と…（4月10日、ヒメゴト）
- 極薄パンティ越しおマ○コ触診ドクターの診察日記 2（4月13日、アロマ企画）
- エロ尻アナル四つん這いオナニー（4月13日、アロマ企画）
- 一般男女モニタリングAV 素人女子大生がしごいてしゃぶってヌキまくり!! 無数に生えた壁ち○ぽの即ヌキに挑戦! 5 フル勃起ち○ぽに囲まれ恥じらいながらもオマ○コが濡れてしまった女子大生はザーメンまみれでノンストップ射精SEX!総発射102発! 2枚組8本番スペシャル!!（4月19日、DEEP'S）
- 1日介護体験でまさかの挿入? 実習生として来て頂いたのは、将来は人の役に立つ仕事がしたいと「介護福祉士」を目指して福祉を学んでいる笑顔がとても素敵な女子生徒さんです。最初は施設職員のセクハラ指導を受けながらも、日頃の学びの成果を存分に発揮して、居室訪問、散歩や食事やトイレの介助、そして入所の皆さんとキュートな笑顔で触れ合いながら、キュートなお尻を触られながら、和やかにレクリエーションを楽しんだり、入居者をお風呂に入れたり、一緒に入ったり、チ○ポを挿れられたり、介護の現場で丸1日貴重な体験をしていただきました!!（4月19日、Hunter）
- 彼女のお姉さんは巨乳と中出しOKで僕を誘惑（4月19日、OPPAI）
- 痴漢を断れず濡れてしまう敏感女子○生を何度もつま先立ちバックでイカせまくる（4月23日、DANDY）
- ニーハイ女子のチ○ポ踏みつけ足こき（4月25日、アロマ企画）
- JOI チンチロリ〜ンサイコロの目に従い 完全主観オナニーサポート（4月25日、アロマ企画）
- ヒプノシス・ドキュメント 上川星空VS催眠術師RED 上巻 催眠術で快感支配されて、脳が全部エロになった声優志願の女の子（4月25日、ヒプノシスRASH）
- 教育実習で母校に行ったらいつのまにか女子校になっていて、男はなんとボク1人!! そこの女生徒たちは意地悪で新任教師いじめと言わんばかりにボクの事を辞めさせようと企んでいたんです!毎日みんなしてあの手この手で誘惑してきて、ボクが誘惑に乗ると『セクハラされた!』とでっち上げで辞めさせるつもりなんです!だから勃起しながらも何とか我慢してました。しかし、放課後に呼び出されたり、家まで押しかけてきて「先生‥私、悪い生徒になっていいですか」と、目の前でスカートを上げパンツを見せてくるもんですから我慢の限界です!いきなり女生徒のパンツをずり下ろし、デカチンハードピストンで連続中出ししてやると、体をピクピクさせてイキまくり!!止めないでと今度は女生徒の方からボクを求めてきました!!ボクをハメようとした女生徒たちはボクのデカチンをハメられて快楽堕ち!ボクを辞めさせる計画を忘れて何度もイキまくり!!（5月7日、Hunter）
- 気の弱い女事務員は仕事終わりの土木作業員から来る日も来る日も毎日セクハラされ続けても、何も言えない…（5月7日、アパッチ）
- 気弱ナース布団内密着強制イラマチオ（5月7日、お夜食カンパニー）
- 変態用務員の記録 脅迫!のぞかれた女たち 強制目隠し拘束挿入!（5月7日、東京スペシャル）
- NTR×JOI 可愛い彼女・姉妹・友達にセンズリ指示される童貞の僕（5月21日、SODクリエイト）
- 罪づくりなJ●が俺に中出しを求めてくる（5月21日、AKNR）
- 憧れの衣装に身を包んで… 巫女昏睡レイプ 甘酒に仕込まれた薬品で昏睡し…目を覚ますとアソコに違和感が…（5月25日、レッド）
- 猿轡を咬まされて 拘束!女囚人パワハラ強姦 うめき声をあげる女たち!耐え凌ぐしかない…（5月25日、レッド）
- ヒプノシス・ドキュメント 上川星空VS催眠術師RED ［下巻］ サイコな部屋の中 目の前に群がる女体バイヤーたち 脳の覚醒で性奴隷体験する真SM（5月25日、ヒプノシスRASH）
- 玄関開けたら即イラマ!!突撃イラマ10人隊!! 女子●生編（6月7日、アパッチ）
- 制服×ニーハイ 女子●生 追いかけ回し痴漢（6月7日、アパッチ）
- 強制拘束!襲われたナース 看護師クロロホルム昏睡レイプ 襲われたのは夢か現実か!?（6月7日、東京スペシャル）
- 痴漢師にグイグイTバックを食い込まされた刺激で感じてしまった美尻女はずらしハメを拒めない 2（6月11日、ナチュラルハイ）
- 緊縛解禁 女子校生中出し孕ませ調教 上川星空（6月11日、アイエナジー）
- 加害者に天罰を!! 交通事故で最愛の妻を亡くした旦那… 誘ってきたのはお前だろ!（6月25日、レッド）
- 村の伝統行事 お神輿女子クロロホルム オメェ大丈夫か?熱中症で倒れてたぞ…（6月25日、レッド）
- 一家惨姦 〜24時間の悲劇〜（7月7日、Hunter BLACK）
- 万引きGメンの事件簿 万引き依存症の人妻たち… 「奥さん、お会計済んでませんよね?」（7月7日、東京スペシャル）
- 寝ている女子校生の妹にイタズラしていたら逆に生ハメを求められて、もう発射しそうなのにカニばさみでロックされて逃げられずそのまま中出し! 5（7月9日、アイエナジー）
- 成長した娘のソソる食い込みハミ乳マイクロビキニ!! 成長した娘が夏に向けてビキニを買ってきたが、なんと食い込みハミ乳マイクロビキニ!! しかも家の中をマイクロビキニでウロウロし「似合ってる?」と聞いていた!さすがに「これはエロ過ぎる…まずいだろう…」と諭すと「ええ!私の事エロい目で見てたの!?」と挑発してくる始末「そうじゃない!そんな恰好でプールになんか行って襲われたりしたらどうするんだ!」と叱りつけると「へー、私の事襲いたいんだ〜」と上に乗って股間をぐりぐり擦り付けてからかってきた…と思いきや、思わず勃起してしまった俺のチ○ポに興奮した娘とそのまま成り行きでエッチしてしまいました!!（7月9日、SOSORU×GARCON）
- 衝撃流出! 泥酔OLを公衆便所に連れ込んで犯した動画（7月13日、カルマ）
- 修学旅行美少女風呂盗撮（7月13日、カルマ）
- ご近所さん!酔っ払い美人妻! 奥さん部屋間違ってますよ? 「介抱するついでに色々触っとくか…あれ!?起きないなぁ…ヤレる!」（7月25日、レッド）
- おま●こ取扱説明書 6（8月1日、BURST）
- 投稿動画 無敵キモオタの撮影会 鬼畜!シングルマザーを標的に!（8月7日、東京スペシャル）
- 関東圏某有名海水浴場近くの民宿従業員による撮影動画 「ご自由にお飲み下さい」と客室内に置かれた飲み物には睡眠薬が混入されていた…巨乳美女ばかりを狙った睡眠薬昏睡いたずら動画（8月13日、カルマ）
- 【素人盗撮動画】 フリーマーケット会場でパンチラ、胸チラしまくる制服美少女たち（8月13日、カルマ）
- フォロワー3万人以上限定 人気素人レイヤー個撮ハメ撮り 5人 275分 全員ゴム無しナマ中出し収録（8月14日、宇宙企画）
- 赤面女子2周年作品 プライベートビーチ大乱交 泊り酒池肉林 8P本中12発2枚組500分（8月14日、赤面女子）
- 四つん這いのお尻の穴の収縮とシワの本数までバッチリ分かるアナルひくひくオナニー（8月19日、アロマ企画）
- クソ教師の鬼畜コレクション 脅迫!昏睡中出し映像 いつの間に…こんな、挿れられて…（8月25日、レッド）
- 堕ちていく意識の中で… 看護師 拘束昏睡レイプ 下半身に残った違和感…（8月25日、レッド）
- さよならアナル処女 上川星空（8月27日、ナチュラルハイ）
- えっちな女子○生の淫語かたりかけぐちゅぐちゅ連続絶頂スク水オナニー 5（8月27日、アイエナジー）
- 変態悪質医師 催眠療法を受ける人妻達 「股間が熱い、えっ?さっきのは夢?」（9月7日、東京スペシャル）
- 化学講師による盗撮動画 制服美少女を眠らせて悪戯する（9月13日、カルマ）
- スカートの隙間から黒タイツ 女子茶道部昏睡レイプ 「お前が悪いんだぞ!何度もパンティー見せやがって!あっ意識ないか…クックッ…」（9月25日、レッド）
- 鬼畜変態教頭の罠 狙われた女体育教師 「なにこれ!動けないし声も…誰かいる!ううっ…」（9月25日、レッド）
- 制服に隠された女体 万引きをしてしまった警備員 「いい乳してるなぁ…尻もプリプリで…さぁ!身体で払ってもらおうか!」（9月25日、レッド）
- 都内某有名スーパーマーケット店長撮影 万引きした美人妻にデカちん20cm砲悪徳エロ店長が中出し折檻する動画（10月13日、カルマ）
- 想像できない誰にも見せられない有名私立女子●生の本性丸出しナマ交尾 10（12月11日、宇宙企画）
- 黒髪娘のクリトリスの形までハッキリわかる! ノーモザイク連続絶頂パンツ越しオナニー（12月24日、アイエナジー）
- 毎日馬鹿にされ怒り爆発! 逆襲の用務員 クロロホルムレイプ 「舐められたら舐め返す… マングリ返しだぁ!」（12月25日、レッド）
- 鬼畜医師による定期検診 婦人会睡眠薬レイプ 「私… 寝ちゃい… えっ…」（12月25日、レッド）

- 夫に内緒で他人棒SEX「実は主人の精液も飲んだことないんです」30歳すぎて初めての精飲 夫に変態願望をひた隠す清楚妻 ことさん30歳（5月20日、コスモス映像）

#### 天馬ゆい 名義
- 自宅大好きでサブカル好きな引きこもり女子が中出しされたくてAVデビュー 天馬ゆい（6月10日、アイエナジー）
- 「見舞いにきた女子○生のパンチラで勃起したら咥えない焦らしフェラでねっとり抜かれて超敏感になった亀頭を無理やりジュポジュポお掃除フェラされた」VOL.3（6月10日、DANDY）
- 童貞君に素人娘をお貸しします! カメラ（スマホ）一台だけ持った美少女を童貞君の自宅に訪問させるドキュメンタリー! 男女2人きり…悩める男の姿に発情しちゃって筆下ろし!? コンドームが無かったので生中出しになっちゃいましたスペシャル!（6月25日、赤面女子）
- ザーメンジェット 4（7月1日、FS Knights Visual）
- 淫語女子アナ 26 清楚系ダブル穴SP 天馬ゆい 水谷あおい（7月8日、ROCKET）
- 精飲人形 フェラチオ大好き甘えんぼ娘ちゃんと着せ替え露出デート（7月22日、SUN）
- 有名進学校の女子校生が初めてのオナニー鑑賞! 至近距離でのガマン汁臭とシコシコ音にグッチョリ膣キュン! 頬を赤らめて求めて来たので生挿入、中出ししちゃいました!（8月12日、アイエナジー）
- SOD女子社員 ファン大感謝祭 新入社員バスツアー!  2021 そんなにイッて大丈夫!?  射精回数合計111発で皆さま有頂天SP!（8月12日、SODクリエイト）
- わたしなんてどうなったっていいか…人生に絶望し未来に何の希望も抱かない自暴自棄女子○生はおじさんにされるがまま何度も何度も抱かれまくる（8月19日、Hunter）
- 仮面美聖女戦士エクリプス 天馬ゆい（8月27日、GIGA）
- 救星戦隊ワクセイバー（8月27日、GIGA）
- 愛する夫の為に、私は彼の上司と寝ます。 天馬ゆい（9月1日、プラネットプラス/七狗留）
- アナルのシワの数までハッキリわかる! ノーモザイク連続絶頂アナル見せオナニー 4（9月23日、アイエナジー）
- 触手十字架地獄 7 仮面美聖女戦士エクリプス 天馬ゆい（9月24日、GIGA）
- 素人女子○生ガチナンパ! 街行く学生男女が「ザーメン20ml採取できたら10万円獲得企画」に挑戦! 激照れしながら友達チ○ポを連続ヌキ! 「まだ出せるでしょ…//」と生ハメ誘惑で再勃起させ、最後の一滴まで絞り取る! 4組で合計15発射・ザーメン1.2Lも採れちゃいましたSP!（9月24日、赤面女子）
- ロリコンおやじと家出少女 ゆいちゃん（9月25日、JUMP）
- 美少女限定。（女子校の課外授業で）職業体験中のけなげなひよこ女子、ザ・レイプ!（10月7日、ひよこ）
- 「まだまだぜんぜん足りないの!」 おチ○ポ中毒の性欲バケモノ妻たちの吸いついたら絶対に離さない超お下品な強烈バキュームフェラ!! どすけべ変態口ま○こ妻はなさんとことさんとイクぶっこヌキ温泉旅行（10月7日、コスモス映像）
- 俺の妹が急にヘンな化粧を始めたので、可愛く戻してヤリました!（10月12日、Hunter）
- アナルのシワの数までハッキリわかる! ノーモザイク連続絶頂アナル見せオナニー 5（10月21日、アイエナジー）
- 上司がいる至近距離で美人な奥さんを寝取りイラマ ～綺麗な顔をえずき汁まみれにされマ○コを濡らすドM妻～（10月21日、ナチュラルハイ）
- オフパコ & セフレ募集@もえ & ゆい ～エロ垢で男漁りしまくる仲良しクソビッチの淫乱絶倫性活～ 天馬ゆい 葉月もえ（10月26日、SEX Agent/妄想族）
- 『次… わたし… 本気出して動いてもいい…?』 超真面目な姉がボクのデカチンでド淫乱に豹変! 超高速ピストン騎乗位で抜かずの5連続中出し!（10月26日、Hunter）
- 担任の先生と私の秘密のラブラブ結婚生活 天馬ゆい（11月1日、プラネットプラス/アンビバレンツ）
- むしゃぶりつきたくなる超スリムパイパン美少女を卑猥教育 監禁拘束してイキ狂うまで開発調教 天馬ゆい（11月4日、MILK）
- 性欲が強すぎる新入女子社員と仕事をサボって二人きり密室ホテルで不倫SEX あざと可愛すぎる誘惑に逆NTRされた僕。天馬ゆい（11月5日、ONE MORE）
- 優しい女子マネージャーのチ○ポ吸い上げられるほどのバキューム騎乗位で精子すっからかんになるまで中出しさせられちゃいました!（11月9日、Hunter）
- 男嫌いのレズ姉妹に怒りの鉄槌イラマ（11月9日、Hunter）
- 「ようやく私で勃起してくれたね。私はいつも興奮してアソコがこんなになってたんだよ」 女として意識した事がなかった幼馴染のパンチラでギン勃ち! グショグショのマ○コを触らせるのでガマン出来ずに初セックス! 2（11月11日、アイエナジー）
- 部活系ブルセラ娘のコスフェチ動画 ゆい（11月11日、フェチ眼）
- 痴漢師にパンストの中で手マンされ濡れシミができるほどイキ潮を吹きまくる美脚女 4（11月11日、ナチュラルハイ）
- 【G1】アートガーディアン 萌＆唯 魔女の罠! 壊されていく二人の心（11月12日、GIGA）
- どこへでもドア「キャー、エッチ！何でここにいるの!? 早く出てってよ!」そのドアを使うとどこへでも行けるんです! そしてどこででもイケるんです!（11月23日、Hunter）
- 抵抗する女を無視して突きまくり絶頂させる野外セックス厳選集 + 新作撮り下ろし（11月25日、ナチュラルハイ）
- 美少女戦士セーラールシファー 開発調教の罠（11月26日、GIGA）
- 【G1】救星戦隊ワクセイバー SEASON 2（11月26日、GIGA）
- 最高に可愛い美少女お泊りハメ撮り中出しSEX 天馬ゆい（12月5日、ロリ専科）
- 誰もいないと思っていた混浴温泉で両刀使いの美淫女にカップル共々イカされ続け強制寝取られ3P（12月9日、DANDY）
- サエない僕に同情した女子校生の妹に「擦りつけるだけだよ」という約束で素股してもらっていたら互いに気持ち良すぎてマ○コはグッショリ!でヌルッと生挿入! 「え!? 入ってる?」でもどうにも止まらなくて中出し! 11（12月9日、アイエナジー）
- カフェ娘連鎖痴漢 3  営業中の店内でイキ堕ちた言いなり店員を利用する数珠つなぎ痴漢計画（12月9日、ナチュラルハイ）
- スーパーヒロインドミネーション地獄 51 パワーウーマン 天馬ゆい（12月10日、GIGA）
- あなたを見つめながらのカメラ目線おしゃぶり（12月14日、SEX Agent/妄想族）
- 「ボクがお前の体を触って感じたら負けだから! そしたら帰れ!」「そっちこそ私の体を触って勃起したら負けだから! 学校に来て!」 登校拒否してるボクを学校へ来させようとやってきた幼馴染! 彼女を追い返そうと無茶でエッチなゲームを提案! 大人しく帰ると思ったら… 「感じたら負け」のエッチな真剣勝負が始まった!（12月14日、Hunter）
- ライフ・イズ・サイコパス 人生狂わせたクソ女をミイラ拘束してオマ○コメッタ刺し 天馬ゆい（12月21日、ドグマ）
- 背徳が興奮を倍増させる禁断兄妹中出し近親相姦 パイパンゆい（12月21日、姦乱者/妄想族）
- ナチュラルハイ年末スペシャル 忘年会痴漢（12月23日、ナチュラルハイ）
- ヒロインセックスオンリー 女幹部ラージュラ 天馬ゆい（12月24日、GIGA）

- 再婚して一緒に暮らし始めた嫁のデカ尻連れ子がどストライク過ぎて毎日精子を飲ませ続けたら喉イキおしゃぶり大好き娘になっちゃいました。 天馬ゆい（1月4日、LUNATICS）
- ボクらの放課後は特にやることもないのでいつも誰かがボクの家の離れに集まってダラダラとセックスするだけ! ド田舎に転校したら男子生徒はボク1人であとは女子が数人。（1月11日、Hunter）
- だれとでも定額挿れ放題! 5 月々定額料金さえ支払えば、校内の女子生徒や女教師でも誰でも挿れ放題!（1月11日、Hunter）
- 大好きだったお兄ちゃんに妊娠の相談をしたらそれから3日間性処理肉便器として中出しされ続けた 天馬ゆい（1月13日、電脳ラスプーチン）
- ヒロインセックスオンリー 仮面美聖女戦士エクリプス 天馬ゆい（1月14日、GIGA）
- 偽企画ナンパ! 出勤途中OLに動画出演しませんか?と軽はずみに声かけしたら傷心ドM美女が釣れたw「変態な私だけど… もっと強く犯して」 天馬ゆい（1月18日、ABC/妄想族）
- 制服少女が部屋で1人きり… 秘密の自慰をこっそり隠し撮り 声を漏らして快感に没頭する無防備オナニー盗撮 美少女10人230分（1月18日、無垢）
- 唾液ベロキス乳首舐めシックスナイン（1月25日、SEX Agent/妄想族）
- ド変態ドMに三点責め! 乳首責めアナル舐め手コキ（1月25日、SEX Agent/妄想族）
- 目覚めて0秒からボクのチ○ポをおしゃぶりする言いなり妹は毎朝セックスまでするのが日課！時間をかけてエッチが大好きなボク専用のエロ妹に仕上げた。（1月25日、Hunter）
- 【健康的な部活っ子限定】部活帰りのウブ女子校生をマ○コばかになるまで突きまくる! 強制開発鬼マッサージ。（1月27日、ひよこ）
- 救星戦隊ワクセイバー スピンオフ 女幹部ラージュラ ヒーロー陥落（1月28日、GIGA）
- デリヘル呼んだら妹が来た! 結果、お店に内緒で中出し本番セックスする事になる 4（2月5日、sister）
- 美脚ルーズソックスGAL制服美少女 Vol.005 完全主観SP（2月8日、BAZOOKA）
- ピンク命乞い わからせ レッドがピンクを討伐して犯して処刑（2月11日、GIGA）
- 「男の人が私の体液飲んでくれると濡れちゃうんです…」 体液飲まれたがりのけなげな痴女子校生と体液飲まされいちゃいちゃSEX（2月11日、ひよこ）
- スカートの奥に見えるパンティ… 見てるだけで満足? それとも触ったりチ○ポに擦りつけられたりしたい?（2月22日、アロマ企画）
- ローター挿れっぱなしピストンで痙攣イキが止まらない姉に何度も中出し! 2（2月22日、Hunter）
- 『嘘でしょう? こんなにエロい事ってある?』 突然出来た2人の義妹は小悪魔系ヤリマンクソビッチで童貞だったボクが毎日、超エロくてスリリングな体験しちゃっていつしかヤリチンと呼ばれるほどに…（2月22日、Hunter）
- 「男の人が私の体液飲んでくれると濡れちゃうんです…」 体液飲まれたがりのけなげな痴女子校生と体液飲まされいちゃいちゃSEX（2月23日、ひよこ）
- 風呂場でオナニー中にまさか全裸姿の妹が乱入!? 禁断の家庭内兄妹中出し近親相姦（3月5日、sister）
- 「私エッチ大好き過ぎて一緒に住む人がSEX好きじゃなかったらどうしようって心配してたんです!」 おはようからおやすみまでエッチを求めてくる義妹!（3月8日、Hunter）
- 強引な媚薬キスで口内感度が上がり失禁しながらベロイキするJ○義妹（3月10日、ナチュラルハイ）
- 上京したての家出娘をヤリ部屋に泊めてヤリチンたちがローテーションで10時間連続で何度も何度もハメたら人格崩壊イキ!（3月22日、Hunter）
- 義妹がロングスカートの中でこっそり即ハメ要求! 親の目の前でバレずにドキドキのこっそり連続イキ! 2（3月22日、Hunter）
- うぶカワイイ素人女子大生が激ムズミッション【童貞君の精子を30 ml射精できれば100万円!!】に挑戦!? 超照れながらもチェリーち●ぽをヌキヌキしているうちに赤面発情//「私が初めてでも…いい?」 まさかのそのまま生ハメ筆おろし//連続射精 & 大量生中出しSPECIAL（3月25日、赤面女子）
- 「オチンチン大きくなっちゃったから一緒にオナニーしよっか!?」 広告を見て小遣い欲しさでやって来た女の子に行っていた暴走行為 (3)  8名収録（3月26日、JUMP）
- 先生、喉フェラごっくんするのでわたしのことイジメから守ってくれませんか? 学校にも家にも居場所がない、イジメられっこ制服少女の10発ごっくん 天馬ゆい（4月5日、MOODYZ）
- サクっと稼げるフェラごっくん円光が好きなお口ヤリマン ゆいちゃん（4月5日、ナンパJAPAN）
- 涎と少女とギャグボール 天馬ゆい（4月7日、RADIX）
- 常に乳首に手を添えて。両手をご主人様の乳首に捧げた僕専用のおしゃぶりメイド 天馬ゆい（4月7日、MILK）
- 仮面美聖女戦士エクリプス陥落 天馬ゆい（4月8日、GIGA）
- スカートの中でこっそり生挿入をしてイキまくる!! 極上の癒しを提供する大正浪漫リフレ嬢（4月12日、BAZOOKA）
- 無防備な今流行りの宅配員を立ちバック潮吹きレ×プ 目をつけた汗だく宅配員を部屋に連れ込み強●的に連続イカセ!! 媚薬でいうことが利かなくなったカラダは足腰ガックガクのビショビショ絶頂を迎える!!（4月12日、SCOOP）
- 【令和の奇跡再び!】 昭和から今まで大繁盛を続けてきた非合法ランジェリーパブでは今でも指名GETの為にこっそりフェラチオからなんと生本番までヤッているとの噂が! セクシーランジェリーで華麗に着飾ったランパブ嬢たちを徹底SCOOP! Part2（4月12日、SCOOP）
- 先生と私 ～黒髪美少女、ビアン教師とレズレッスン～ あおいれな 天馬ゆい（4月19日、U&K）
- 濡れてテカってピッタリ密着 神スク水着 天馬ゆい（4月21日、親父の個撮）
- 浮気妻だからヤラれても仕方ないよね? 同窓会で会った結婚している昔の彼女が旦那と暮らす家に忍び込みビッグバンローターガクガク失禁するまで分からせた 天馬ゆい（4月21日、サディスティックヴィレッジ）
- 生アナル舐められ予備校生 2 ～flavors × マジックミラー便コラボ企画～ 授業帰りのむれむれ肛門の匂いを嗅がれケツ穴を舐めほじられ恥じらい悶絶イキ! 発情未成年オマ○コに生ハメされるとケツ穴ヒクヒク丸見えSEXでおねだり中出し!（5月3日、アイエナジー）
- 黒ストッキングの下のグチョ濡れオマ●コ見せつけ何度もイキまくるJ●自画撮り投稿オナニー 16人4時間（5月5日、ロリ専科）
- ヤリマン同級生のアナルをふやけるほど舐め回したら連続痙攣ひくつきイキ!（5月10日、Hunter）
- 『ここでヤル勇気ある? ゴムしたらヤらせてあげる』と余裕のヤリマン女子たちが『ちょっとゴム破れてない? 中に出てるってば!』と失神寸前爆イキ!で抜かずの3連続中出し!（5月10日、Hunter）
- お嬢様女子○生寮で軟禁されてるボクは性欲旺盛お嬢様たちに拒否権無しでヤラれまくり! 入れ代わり立ち代わり数珠繋ぎ状態で朝から晩まで中出しさせられまくり!（5月10日、Hunter）
- 引っ越し先のマンションの住人は美人でスタイル抜群のヤリマン女子だらけで男はボク1人! 2  24時間体制でチ○ポを狙われ精子まみれの中出し乱交展開に!（5月24日、Hunter）
- 最終電車で痴女とまさかの2人きり! J○Ver向かいの座席でパンチラしてくる小悪魔女子○生の誘惑で勃起したらヤられた VOL.3（5月26日、DANDY）
- 女幹部 美少年ヒーローペット化計画 メテオボーイとニーベルング（5月27日、GIGA）
- ト○横 美○女 尾行拉致車内鬼畜レイプ映像（5月27日、青空ソフト）
- 思春期の娘 父親に恋するメンヘラ少女の狂気の恋心 ゆいちゃん（5月28日、JUMP）
- 粘着ストーカーMの電車痴漢・自宅侵入記録 #63・64（6月2日、蜃気楼）
- 究極の南国メンズエステ 男を極限まで焦らして快楽スプラッシュさせる痴女エステ嬢（6月14日、BAZOOKA）
- 今からこの大家族全員レイプします 花狩まい もなみ鈴 天然美月 あべみかこ 小早川怜子 天馬ゆい（6月14日、REAL）
- 病みカワ系アイドル ラブホ密会映像 本能を曝け出す生々しいコスプレ×オフパコ乱交 天馬ゆい（6月21日、無垢）
- 大勝利ぷりっぷり美巨尻 透明感あふれる笑顔が可愛すぎ 女子アナ志望の坂道系美少女と野外イチャラブデート。「ねえ、みんな知ってる?? デートの途中に青姦タイム入れると、その後のラブホSEXが死ぬほど盛り上がるんよ!」 現役女子大生 ゆいチャン（6月21日、山と空/妄想族）
- 銭湯レズ連鎖痴漢 2 いいなりウブ娘を利用した芋づる式レズ計画（6月23日、ナチュラルハイ）
- 大好きな家庭教師にオマ○コをガン見されながらのオナニーを強要され我慢できずイキ潮をまき散らす噴射娘（6月23日、ナチュラルハイ）
- 部活女子姪っ子のデカ尻に我慢できずキツマンにゆっくり生ハメしたら 巧みな中年デカち○ぽスローピストンにどハマりしお漏らしが止まらない潮射ま○こに成長した。 天馬ゆい（7月5日、LUNATICS）[28]
- 制服百合少女 ～ゆいはもえを救いたい! 家出少女ヴァージンレズ～ 天馬ゆい 葉月もえ（7月5日、U&K）
- おしっこ飲ませ聖水天使ちゃん 飲尿クンニで尿臭オマ○コの匂いと味を舌になすりつけ小便ぶちまけSEXでイキ狂うスレンダー痴女JD（7月5日、DEEP'S）
- 即ヤリ専門! 入室5秒で唾液たっぷりのベロちゅうで悩める絶倫M男君をビンビンにさせる小悪魔ギャル 天馬ゆい 20歳（7月7日、DANDY）
- 地雷系恋愛脳の美少女は奴隷気質の貢ぐちゃん。ドMご奉仕勘違い女 天馬ゆい（7月7日、MILK）
- ＃夏＃ビーチ＃ナイトプール! 太陽のように輝く素人水着美女のえちビキニを脱がせて即マン生ハメ! 爆速ピストン! 開放的セクシーギャルプレミアムセレクト20人300分!! 無許可でナマ中出しだけど、夏だから全然OKwww（7月8日、赤面女子）
- スローピストンサイレントレ×プ「えっ嘘、何してるんですか?」「バレたら大変な事になるから静かにしてろ!」彼女の親友たちを寝てる間に次々犯す!（7月12日、Hunter）
- レイプ後のおこぼれセックス!のはずが… 「私、無理矢理されるのが好きなの…」 犯されていた清楚系女子は自ら求めるM女子だった!（7月12日、Hunter）
- パイパン妹と風呂場で近親相姦する兄の家庭内わいせつ映像（7月19日、姦乱者/妄想族）
- 平然を装い見事成功で賞金100万獲得! オシッコ我慢中に彼氏へのナマ電話 「ゼッタイ感じちゃダメッ!」 トライ! イタズラ性感checkで足腰ガクブルしちゃう制服女子お漏らしアクメ 04（7月19日、はじめ企画）
- 素人女子大生が高額バイト代につられてヌードデッサンモデルに! マ○コのビラビラまで丁寧に描かれる視姦の羞恥にマ○コはグッショリ! 生で挿入されてイキまくり! 3（7月21日、アイエナジー）
- 究極絶体生命帝国ギガジーデス ヒロイン徹底陥落 魔法美少女戦士フォンテーヌ（7月22日、GIGA）
- 「やめてください…」と言いながらも手コキし続けてしまう新人エステ嬢。（7月26日、Hunter）
- 半中半外半彼女 ゆいたん (19)（8月2日、パコパコ団とゆかいな仲間たち/妄想族）
- 一流体育大学併設 競泳アスリートばかりを狙うスポーツトレーナー整体治療院 13（8月2日、変態紳士倶楽部）
- 恋愛禁止の裏側。 濡れ舌剥き出しでねっちょり交わる欲求不満アイドルレズビアン 横宮七海 天馬ゆい（8月9日、ビビアン）
- 可哀そうな妹の為にこれでもかと勃起乳首をいじりまくると繰り返し乳首イキする姿が可愛すぎて…。（8月9日、BAZOOKA）
- 突然できた3人の義妹は超エッチ大好きヤリマン女子! 家庭環境は複雑でみんな血の繋がりは無いがチ○ポとマ○コで繋がってます!（8月9日、Hunter）
- 「制服・下着・全裸」でおもてなし またがりオマ○コ航空15【ますます妄想拡大! リクエスト企画祭り】234分ロングフライトSP便 さつき芽衣 天馬ゆい 葉月もえ 藤井レイラ（8月11日、SODクリエイト）
- 妊娠中の私は、大好きな夫のために大っ嫌いな夫の上司のチ●ポをおしゃぶりごっくんし続けた… 天馬ゆい（8月16日、MOODYZ）
- パニックローターで大量潮吹き!ガックガクフェラでイカせられなかったら大量中出しSEX（8月25日、Materiall）
- 素人女子校生限定! 狭いお風呂で密着混浴体験してもらえませんか!? 火照る身体! おっぱいポロリ! ウブな女子は恥ずかし過ぎて赤面涙目! あちこち舐めてキレイにしたらそのまま生中出しSEXしちゃいました!（8月25日、アイエナジー）
- 素人美少女とリモコンバイブお散歩6ーSBY & SGN区編ー 「もう我慢できません…//」人混みの中ビクビク震えてイキまくってしまう女子たち! 人生初の羞恥プレイでまさかのエロスイッチオン! 車移動中も大胆カーオナニー! 最後は近くのスタジオで心行くまで生セックス!（8月26日、赤面女子）
- 円光タダまん えっちなおまじない 天馬ゆい（8月27日、First Star）
- 睡眠営業研修 2 ～営業部女性社員4名・昏○中出し姦記録～（9月1日、素人39）
- いちゃラブ宅飲み濃厚べろちゅう密着せっくちゅ 天馬ゆいが彼女になった日（9月6日、桃太郎映像出版）
- レズデリヘル 2022 ～レズ専門店No.1!! 人気リピートランキング嬢のコスチュームプレイただいま無料～（9月6日、U&K）
- 喉奥を責められる悦びを得た彼女は、僕に隠れてイラマチオ性交をされていた。 天馬ゆい（9月13日、ダスッ!）
- 女子陸上部員が1cmハメ空気椅子ケツ肉プルプルあわや合体の下半身強化合宿で膣奥打ち抜かれピストン騎乗位に溺れた2泊3日10発 天馬ゆい（9月13日、アリスJAPAN）[3]
- 素人ヘアヌード大図鑑 進学校に通う無毛女子○生編（9月13日、S級素人）
- クズな教師に狙われた少女達 盗撮、ストーキング、ぶっかけ痴●、強襲レ×プ、校内調教、W完堕ち中出し… 天然美月 天馬ゆい（9月20日、無垢）
- お小遣い大好きな素人人妻さんに「リモバイ」を着けて10分耐えたら謝礼を倍増しますよとお願いしたところ… 人妻さん4名（9月20日、山と空/妄想族）
- ―SEXが溶け込んでいる日常― 学園生活で「常に性交」青春ストーリー 天馬ゆい 佐野なつ 高瀬りな 唯奈みつき（9月22日、SODクリエイト）
- アナルのシワの数までハッキリわかる! ノーモザイク連続絶頂アナル見せオナニー 12（9月22日、アイエナジー）
- マセた妹のパンチラ誘惑（9月23日、TMA）
- 「えっ!? コレが実習?」エステ専門学校に入学したら男はボク1人! 実習はタオル1枚の女子の体を触りまくり! ボクの股間は触られまくりでフル勃起 2（9月27日、Hunter）
- 図書館で声も出せず糸引くほど愛液が溢れ出す敏感娘 27  汗だくピストン2枚組中出しSP（10月6日、ナチュラルハイ）
- 逆痴漢ハーレム。メスガキ痴魅っ娘クラブ 栄川乃亜 渚みつき 松本いちか 天馬ゆい（10月11日、ダスッ!）
- イエローブリッツ セリ プラネットハンター急襲（10月14日、GIGA）
- 怖い女上司さんごめんなさい!! 部下の前でお漏らしトラブルしちゃった女上司が羞恥心を刺激され即席発情♡ そのまま中出し & 社内カップル誕生SPECIAL!!（10月14日、[[プレステージ (アダルトビデオ)]ゲッツ!!]]）
- 連続射精15発! 甘サド誘惑痴女 乳首舐めアナル舐め 無邪気に精を搾り上げる連続中出し性交 天馬ゆい（10月18日、ABC/妄想族）
- 『何で私こんな下品な顔して感じちゃうんだろう? ※心の声』超内気な義妹に連日チクハラしてたら超敏感早漏体質になってイキまくり! 変態女子に豹変した義妹は…（10月25日、Hunter）
- 彼女持ちのセフレ男にごっくん調教されている大好きな同級生と精子飲む事を忘れて中出し性交に燃え上がった3日間。 天馬ゆい（11月1日、MOODYZ）
- 汗も精子も全部を舐め上げて金玉が空になるまでイカせまくる!! じゅぽフェラ痴女ナースのなめなめ訪問（11月8日、BAZOOKA）
- レズ乱交も当たり前! 去年まで女子校だった学校に入学したら女子だらけで男はボク1人! ヤリマン四天王にチ○ポの先が渇く暇がないほどヤラれまくり!（11月8日、Hunter）
- W挑発美少女 美形スレンダーのエッチな娘たち 天馬ゆい 由良かな（11月11日、ま○こ銀行）
- お兄ちゃんの妹観察日記 vol.2  眠らせてから好き放題いたずら・近親中出しセックス 【娘観察日記も同時収録】（12月9日、赤面女子）
- 部活に自信がない先輩を全力Hサポート!! 激しすぎる杭打ちピストン応援騎乗位（12月13日、BAZOOKA）
- 『私のアソコにおち○ちん挿ってる処が見たい!』 こじらせ優等生の従妹がボクのチ○ポをガン見しながら結合部丸見えイキ!（12月13日、Hunter）
- 「ねぇ起きて! 昨日の続きしよ!」 朝、目が覚めると… ボクの上にまたがる裸の同期女子社員! 話を聞くと、泥酔したボクを介抱していたら襲われた!? だけど普段口うるさい同期女子がなぜか嬉しそう? 隠していたボクへの気持ちが爆発して「昨日みたく激しく!」と何度も中出しを求めてきて…!?（12月13日、Hunter）
- 彼女の代わりに参加したフェス帰りの夜行バスで彼女の女友達3人に【浮気ハーレム逆NTR】されてしまった…新潟→新宿間 大浦真奈美  成沢きさき  天馬ゆい（12月22日、SODクリエイト）
- だれとでも挿れ放題! 学園祭編 学園祭期間中は定額料金（入場料）さえ支払えば、校内の女子生徒、女教師でも誰にでも挿れ放題!（12月27日、Hunter）
- 素人ヘアヌード大図鑑～現役国立大学生編（12月27日、S級素人）

- 親友のカノジョぶっ壊す! 天馬ゆい（1月3日、DEEP'S）
- 呼べばボクのチ○ポを三つ巴で争奪する都合のいいハーレムセフレ3姉妹に何度も中出し 花狩まい 天馬ゆい 花音うらら（1月3日、kawaii*）
- 素人娘の全裸図鑑 28  今時の女の子12名が恥らいながら脱衣していく様子をじっくり撮影した、変態紳士のためのヘアヌードコレクション（1月3日、かぐや姫Pt/妄想族）
- 会社の近くに引っ越したせいで、大雨が降った日はちょっとSっ気のある部下3名のたまり場に。無防備なスケスケ姿で誘惑されたボクは遠距離恋愛中のカノジョにナイショで浮気ハーレム逆NTR（1月12日、SODクリエイト）
- 怪獣戦隊ジュウカイザー 第6.5話 捕らわれた蘭堂天! エンジェラシーの悪戯（1月13日、GIGA）
- 再婚して一緒に暮らし始めた人見知りで純真無垢な色白J 系連れ子を乳首ハラスメントで敏感早漏体質に仕立てあげ何度も乳首イキさせまくった。 天馬ゆい（1月17日、LUNATICS）
- 「お兄ちゃん…コレって悪い事じゃないの?」「しっかり皮も剥いて洗えよ」「なんか大きくなってるよ…」「白いの出てきたら全部飲めよ」「う、うん」 妹は小さな頃からボクのいいなり。（1月24日、Hunter）
- ヤリ盛りの季節 親が旅行でいない連休中…僕が片想いするあのコとその親友と、僕の悪友とで交わり合い、歪んだ想いを溢れさせた学生最後のハレンチな思い出（1月24日、グローリークエスト）
- 痴漢盗撮 & 中出し素人娘 媚薬オイルマッサージ VOL.20 超強力媚薬を配合しマッサージオイルを施術中に知らずに塗りこまれたオンナは、身体の火照りに驚き、チ○ポを欲しがる自分に戸惑い、垂れ出したマン汁に恥ずかしがりながらも生ハメ中出しまで欲してしまう!（1月26日、親父の個撮）
- 黙尺 パンチラでニヤニヤ挑発2回高めて射精させる小悪魔J○の寸止めごっくんフェラ（1月26日、ナチュラルハイ）
- ガチ中出し女優ちゃん 天馬ゆい（1月27日、First Star）
- Wごっくんフェラ逆ナンパM男連れ回しお散歩デート 天馬ゆい 沙月恵奈（2月7日、MOODYZ）
- 学校イチのヤリマン天ちゃんが生徒会長に立候補! 怒涛の中出し選挙戦! 天馬ゆい（2月9日、電脳ラスプーチン）
- 怪獣戦隊ジュウカイザー 第10.5話 ジュウピンク、史上最大の絶体絶命!!（2月10日、GIGA）
- 素人女子大生の皆さんww 青空の下で脳がトロける超濃密ベロキス体験してみませんか? 舌を絡ませる糸引き涎ダラダラディープキスで高まっちゃって!? とにかくキスキスキス生々しい接吻中出しSEXww 4（2月10日、赤面女子）
- くそ生意気な家出メスガキに俺の家を乗っ取られた! ざぁこざぁこと罵られて大人のプライドを打ち砕かれて逆レ搾精されまくった 天馬ゆい（2月14日、かぐや姫Pt/妄想族）
- 「昨日はいっぱい出しちゃってゴメンね…!」 朝、目が覚めると布団に大きな染み…!? その犯人は隣で眠る裸の同級生!（2月14日、Hunter）
- 今セフレで一番エロい推し妻、紹介します。 未開発の可愛い人妻を性調教 ゆいさん (26歳)（2月23日、コスモス映像）
- Wカワイイ看護師さん! 「射精不全に悩む男性患者を看護してくれませんか?」 オナニーじゃないと射精できない遅漏チ○ポを気持ちよーく改善治療/// W白衣の天使がヌキヌキハーレムご奉仕// 元気に回復にむかう勃起チ○ポに大興奮しちゃって膣内射精治療!?（2月24日、赤面女子）
- おち○ぽ洗い屋 サウナレディのお仕事（2月28日、S級素人）
- 美少女ヌード観察50人（2月28日、UMANAMI）
- MM号特別編 仲良しAV女優2人組がイキ潮3000ml噴出チャレンジ! W潮吹きで連続イキした決壊オマ○コにデカチン激ピストン中出し! inザ・マジックミラー（3月7日、DEEP'S）
- 同級生彼氏では満足出来ない隠れ絶倫の彼女のデカ尻妹に相互オナニーで性感スポットを教え込んだら即イキ潮射おま○こに成長したのでたまらず大人のデカち○ぽピストンで何度も中出しした。 天馬ゆい（3月21日、LUNATICS）
- M男イジリは2人で責めれば恐くない!? 草食男子を逆ナンパしてM男責めチャレンジしてみませんか?  仲良し女子大生ペアが淫語責めで焦らして乳首舐め手コキ脚コキしたら完全にエロスイッチONして初めてのW痴女で覚醒!?（3月21日、はじめ企画）
- トビジオっ! NEWS お正月新春あけおめSP特番 本番中、ずっと潮吹きっぱなし・失禁しても平然と原稿を読み上げる女子アナ 三尾めぐ 花狩まい 天馬ゆい 朝倉ここな（3月23日、SODクリエイト）
- 清拭中にチクビを触られビクンビクン感じたら 看護師がまさかの痴女開眼で僕の乳首をコリコリ! レロレロ!! ちゅぱぱぱぱ!!!  VOL.2（3月23日、DANDY）
- 美少女輪姦調教 初恋の女の子は変態性奴隷…。 天馬ゆい（3月28日、AVS collector’s）
- 媚薬ガンギマリ! エビ反り絶頂スプラッシュエステ 2（3月28日、Hunter）
- 制服の上からでもわかる大きなお尻に我慢できず連日、放課後に露出デート。デカチン快楽にドハマりした教え子がイキ潮漏らして中出し懇願! 天馬ゆい（4月4日、FunCity/妄想族）
- どこでもおしっこ! 素人娘の大放尿30人 スロー再生でじっくり鑑賞できるマニア向け映像 7（4月4日、かぐや姫Pt/妄想族）
- W絶倫少女とハーレム逆3P 終電を逃した普段おとなしいバイト二人を家に泊めてあげたら積極的にセックスを求めてきて何度も何度も精子を搾り取られた 松本いちか 天馬ゆい（4月4日、MOODYZ）
- ママ母禁断レズビアン ～パパの再婚相手は美人でえっち! ママとしちゃダメですか?～ 天馬ゆい 神ユキ（4月4日、U&K）
- デカチンの客だと過激な裏オプでその気にさせて本番を誘う中出しサービス人妻メンズエステの実態（4月4日、変態紳士倶楽部）
- 「奥さんより気持ちよくしてあげる」 耳元でささやく教え子の誘惑に負けた僕は放課後のラブホで何度も、何度も、セックスしてしまった。 天馬ゆい（4月6日、MILK）
- 逃げても背後からホジくりまくるバック手マンで潮を吹かされ続け屈服する敏感女子大生（4月6日、ナチュラルハイ）
- ねんいち 盗撮バレ・完全アウトからの神展開 睨まれ蔑まれオワコンからの天使様! ～日替わりP・ダブルF・4Pへと覚醒～ ラッキースケベ 2（4月6日、素人39）
- 【鬼焦らし】射精の瞬間にチ○ポ放置されザーメンお漏らしする‘ルーインドオーガズム’で賢者タイムにもさせてもらえず何度も何度も暴発射精させられる僕【計25発】 天馬ゆい（4月11日、アリスJAPAN）
- 夫婦で挑戦! 佐山愛の凄テクで夫が2回イカされたら妻が寝取られナマ中出しSEX!（4月18日、はじめ企画）※「ゆい (24歳) 結婚1年目 子供ナシ」役で出演。
- 『放課後ヌイてやろっか?』 田舎の学校に東京からヤリマンギャルが転校してきた! それまではエッチとは無縁の奥手女子たちは影響されてヤリマン化!（4月25日、Hunter）
- 上はごっくん 下は潮だく 変態に仕上がった全身名器なセフレとラブホ2時間休憩コース 天馬ゆい（5月9日、Million）
- 聖水痴女レズビアン 美少女がおしっこビチャビチャぶっかけイカセあうトリプルレズSEX! 沙月恵奈 天馬ゆい 皆月ひかる（5月9日、ビビアン）
- 真夜中の無限ループ射精! 患者のザーメンをお口とマ●コでしゃぶり尽くす! 淫乱サキュバス病棟 皆月ひかる 天馬ゆい 目黒ひな実（5月9日、BAZOOKA）
- 「こんなことになって… ごめんね…」 学校でイジメられている姉と弟が強制近親相姦（5月9日、Hunter）
- あなたのチ●ポ洗います。8 素人アルバイト8人（5月9日、かぐや姫Pt/妄想族）
- Wデカ尻ケツ穴マーキング痴女 競い合うように尻穴オマ○コを嗅がせ舐めさせマン汁・唾液・潮・おしっこの味と匂いで責め続けるスメハラ逆3P肛門クンニハーレム in MM便 弥生みづき 天馬ゆい（5月16日、DEEP'S）
- オナサポ!! 女子○生 着衣で全裸で挑発的ダンス 4（5月16日、かぐや姫Pt/妄想族）
- 希望を胸にやってきた新人メイドを朝から晩まで種付け痙攣性処理調教 嫌悪しか感じない男に泣きたくなるほど犯されて… 天馬ゆい（5月23日、クリスタル映像）
- 天馬ゆい SPECIALBEST4時間（6月5日、GLAY'z）※単体ベスト
- 聖水ハーレム美少女 体液グッチョリおしっこビチャビチャかけられ何度も射精させられたい! 天馬ゆい 天然美月 冬愛ことね 沙月恵奈（6月6日、MOODYZ）
- New Tale’s 新・テイルズ戦士 episode_02（6月9日、GIGA）
- 家出してボクの激狭アパートに泊まりにきた妹に彼氏ができたと知って嫉妬に狂い中出しし続けた 天馬ゆい（6月13日、REAL）
- バレないよう校内でこっそり没頭玩具オナニーしている女子とバッタリ! イク直前で絶頂を止められずビクビク大痙攣!! 内緒にする代わりに敏感マ●コへ追撃生ハメ中出しSEX!!（6月13日、SCOOP）
- 田舎の年一お祭りはセックス祭り! お祭り後は浴衣女子たちが宅飲みで着崩れパンチラ & 胸チラしながら乱痴気騒ぎ! この日だけは襲っても許される! 飢えた男たちの祭典!（6月13日、Hunter）
- 女子率99%! ミニスカ×ニーハイ女子ばかりの学校で絶対領域パンチラに毎日フル勃起! 朝から始まって授業中、休み時間、放課後… 常にヤラれまくり! 毎日、金玉すっからかんになるまでカワイイ女子たちにヤラれまくり! 転校した先は女子生徒ばかりで男はボクを合わせて2人だけ…。中学時代モテなかったボクは下心全開で見えそうで見えないあの領域を覗いていたら わざと? 見せていたみたいで… 当然フル勃起!! 勃起していたら当然バレて…（6月13日、Hunter）
- 中出しおねだり潮吹きま○こになるまで媚薬とねっちょりピストン調教し続けた7日間4015回強制絶頂の記録。 デカ尻部活少女キメセク開発マッサージ 天馬ゆい（6月20日、MOODYZ）
- 意識高い系の人妻が夫に内緒で裏バイトチャレンジ! 固定バイブ下着モデル ランジェリー姿で羞恥ポージングできたら100万円! 失禁 & アクメ潮出ちゃったら即ズボ罰ゲーム!（6月20日、はじめ企画）
- すきぴとラブデート お泊り濃厚SEX ♯001（6月24日、パコちゃん。）
- セクハラママさんバレー! 6  ハイレグブルマ姿の人妻11人が挑む過酷なエロトレーニング（6月27日、かぐや姫Pt/妄想族）
- 「クラスのマ○コはボクのモノ!」 催眠術でクラスの女子を集団催眠! ボクの言いなり! ヤリまくり! 中出ししまくり! ハーレム乱交状態!（6月27日、Hunter）
- 学年一、真面目な女生徒がクラスメイトに輪姦された日。 天馬ゆい（7月4日、アタッカーズ）
- 女子アナ志望の名門JD幼馴染とニュース原稿を読みながら固定バイブイキ我慢特訓! 敏感すぎて痙攣イキしまくった潮射ま○こに罰ゲームで即ハメ中出しした。 天馬ゆい（7月4日、LUNATICS）
- 1日中ず～っと朝から晩までごっくんしまくり! 東京観光ペロペロ精飲デート 天馬ゆい（7月4日、DEEP'S）
- 美脚キャビンアテンダントだけを狙う大手航空会社専門 追撃ピストンマッサージ 4（7月4日、変態紳士倶楽部）
- 神業ハンドテクで何度も射精させて過激な裏オプションで生ハメ中出しまでさせてくれる黒パンスト人妻メンエス店の一部始終（7月4日、変態紳士倶楽部）
- 【個撮】どこでもフェラ 12 11人（7月11日、かぐや姫Pt/妄想族）
- アナウンサー志望の名門校女子大生限定! 「女子アナはどんな状況下でも原稿を読めるはず!?」 固定バイブ淫語ニュース超過激リポート3 イタズラ妨害に屈せず原稿読み終えたら100万円! 途中で断念したら即ハメ中出し罰ゲーム!（7月18日、はじめ企画）
- ひよこ5周年記念。マン肉とマン肉にチ○コが埋もれる至高のパイパン生素股! あふれ出した本物精子をローションがわりにそのままぬるぬるっと挿入しちゃって、思いっきり中出しさせられた…（7月20日、ひよこ）
- 怪獣戦隊ジュウカイザー スピンオフ 女幹部エンジェラシー ヒーロー陥落-エンジェラシー VS ラージュラ!?- 天馬ゆい（7月28日、GIGA）
- じんかくそうさ洗脳催眠 高貴なるパンツの円周率は教師の頭じゃわからない編 天馬ゆい（8月1日、山と空/妄想族）
- ウチらがクラスの男子全員童貞卒業させてあげる! ノリノリで未使用チ○ポを弄ぶ最強ビッチコンビの筆下ろしまくりチェリー狩りツアー 天馬ゆい 沙月恵奈（8月8日、アリスJAPAN）
- 「私、暑いとお尻の汗と体の疼きが止まらないんです…!」 発情デカ汗尻女（8月8日、Hunter）
- まさかこんなけなげなひよこ女子が…媚薬を盛られ理性完全崩壊!! ところかまわず異物オナニー! イキ漏らしアクメ!!（3） ＜職業体験中のひよこ女子編＞（8月10日、ひよこ）
- 妻が不倫… 僕は徹底的に復讐レ○プをすることにした。 天馬ゆい（8月15日、溜池ゴロー）
- 教室うつ伏せ睡眠姦 J系3名138分（8月15日、FunCity/妄想族）
- 素人ヘアヌード大図鑑～御宿のビキニ美少女編（8月22日、S級素人）
- ミニスカJ○痴漢 6 短いスカートをめくってバックから犯りまくれ!（8月24日、ナチュラルハイ）
- 現役体育大生が挑戦! 下半身強化と称し、1cmハメ! ケツ肉プルプルの空気椅子でバランス崩した途端デカチン奥までズブズブ合体! 足腰ガクブルビクンビクンイキまくりで、悶絶絶頂連続中出し ～陸上選手編～（8月25日、赤面女子）
- 仕事が欲しくてAV制作会社の監督面接でやってきた女の子たちに行っていた職権乱用の一部始終 2  8名収録（8月26日、JUMP）
- 友達の前でどこまでエッチなことできますか? Episode4 feat.FALENOTUBE（9月7日、FALENO TUBE）
- 入院中の性処理をお見舞いに来た同級生にお願いしたところ エロ尻騎乗位でドキドキするほど超大胆に抜き差し中出ししてくれた（9月19日、FunCity/妄想族）
- 顔射ザーメン全部飲む。 天馬ゆい（9月21日、YONAKA）
- 約束の女の子です。ご自由にお使いください。拘束された女子○生の喉と肉穴を犯し尽くす凌辱デリヘル（9月26日、REAL）
- お尻の発育が素晴らしいパパ活女子○生 金をちらつかせたら何度も求める淫乱女に変貌しましたwww（9月26日、JUMP BEYOND）
- 保健室登校のボクが保健室で女子と2人きり! 保健室のベッドで無警戒にパンチラや胸チラする女子に日々悶々!（9月26日、Hunter）
- 子宮を叩かれるたびに濡れていく… 生徒のナマ膣。恋焦がれた教師との濃厚で濃密な中出しとごっくん（10月10日、BAZOOKA）
- いつも無意識パンチラで挑発してくるズボラな女友達の食い込みTバック尻に理性崩壊暴走ピストン!!（10月24日、BAZOOKA）
- 義姉に【マイクロビキニでお風呂生配信!】の撮影を手伝わされた! するとオッパイがポロリしまくって撮影できない! ボクの勃起チ○ポも画面に見切れちゃってさあ大変!（10月24日、Hunter）
- 国民的美少女で清楚のはずが、大量潮吹き スクール水着姿でお●んぽ中毒になってえぐい腰使いで精子搾り取る!（12月12日、First Star）

- 街行く素人お嬢さん! 乳首オナニー見せてくれませんか? 26人!（1月9日、Hunter）
- まん汁垂れ流し! 吸って震えるクリトリス吸引バイブでクリイキが止まらない! ウーマナイザーオナニー 3（2月27日、グローリークエスト）
- 1日5発は必ずフェラ抜きする放課後フェラチオ研究会のちんしゃぶ研究対象となった絶倫だけどモテないボク 天馬ゆい 沙月恵奈 佐藤ののか（3月12日、Million）
- 娘2人の恋した相手は義父! 風呂上がりの無防備な姿をさらす娘たちに翻弄される義父!（3月12日、Hunter）
- レズビアンストーカー ～女子学生寮の後輩に狙われた私～ 天馬ゆい 堀内美香（3月19日、U&K）
- シコサポ!! エステティシャン 天馬ゆいのASMR囁き淫語で脳までトロける最高のオイルマッサージ（4月2日、MAX-A）[29]
- 黒パンスト痴女のコスプレ淫語責め 天馬ゆい（4月2日、グローリークエスト）
- 絶倫義父に犯され続け、淫乱女に躾けられた若妻 天馬ゆい（4月2日、プラネットプラス/七狗留）
- 見られたくないけど見られたい性癖の女子 J系★露出好きタイムリープ∞ 露出バレしたJ◎が羞恥快感発動!! ループ性交4回目の彼女は学園で露出生活を満喫する!? 天馬ゆい（4月2日、山と空/妄想族）
- 放課後円光オナホ女子○生キメセク凌辱（4月9日、REAL）
- 無気力・無感情になってしまったアラサーニートちゃん 感情の扉をこじ開ける、引きこもり自立支援非営利組合の更生の記録（4月11日、SHIGEKI）
- 大学の新歓で誘われて演劇サークル入ったらまさかの男はボクだけ! 夢のヤリチンキャンパスライフ!（4月11日、SODクリエイト）
- ボクを一番応援してくれたデカ尻彼女にハイレグ水着を着せ部員全員に寝取らせ鬱憤晴らしてクズ勃起 強制中出し31発輪姦NTR 天馬ゆい（4月16日、MOODYZ）
- パンティ越しのプニプニま○この質感が良くわかる 小悪魔J○もっこりパンティMANIAX 天馬ゆい 宇流木さらら（4月23日、アロマ企画）
- 「先輩、イク時は一緒ですよ?」 脳トロ淫語とパンチラ尻フリダンスで僕の射精を神サポートしてくれる甘サドJOIチアリーダー 天馬ゆい 渋谷あかり 美園和花 皆瀬あかり 葵みれい（4月25日、SODクリエイト）
- 童貞のボクをナメてるメスガキ姉妹のおま●こを絶倫おち●ぽで理解らせる。天馬ゆい 菊池はる（4月26日、TMA）
- 実録 兄は私のマ○コで喰ってます。天馬ゆい（5月2日、MILK）
- 性に悩むデカ尻教え子J系に大人の［How to SEX］を教え込み担任の絶倫デカチンピストンでイキ潮噴射を覚えたキツマンに彼氏くんより先に連続中出し射精した。 天馬ゆい（5月7日、LUNATICS）
- レズ専用マッチングアプリ ～ビアンはこんな女性と出会いたい～（5月7日、U&K）
- 純情部活少女ガニ股噴射 激拘束イカせ整体院 天馬ゆい（5月9日、電脳ラスプーチン）
- 暴力イラマと酸欠絶頂でマゾ堕ちしたデカ尻彼女のハメ撮りNTRビデオレター 天馬ゆい（5月14日、ダスッ!）
- 先輩に預かってほしいと頼まれたペットはイラマ好きのM女…。 潤んだ瞳で喉イキ… 無口で色白なパイパン美女との一泊二日の同居性活 天馬ゆい（5月14日、クリスタル映像）
- 看護専門学校のエロ過ぎる実習授業。看護実習ってそこまでするんですか?（5月14日、Hsoda）
- 隣人夫婦NTR ～ドアでつながれた2つの部屋〈コネクティングルーム〉に宿泊した2組の夫婦～ 天馬ゆい 結城のの（5月17日、溜池ゴロー
- 固定バイブ羞恥アクメ人妻パン食い競争 セックスレスおま●こにバイブ挿入したまま制限時間内にミッションクリアできたら100万円! 失敗したらデカチン即ハメ中出し罰ゲーム!（5月21日、はじめ企画）
- ダブルピースアブソリュート【僕のカノジョは～嬉きゅんニコアへくぱぁWぴーす症候群～】＜学名=絶頂時寄眼/両二手指直立/陰唇解放/症候群（オーガニズムダブルピースシンドローム）＞ 天馬ゆい（5月23日、BOTAN）※同名配信作品（2022年9月21日リリース）のDVD化。
- 彼女が不在中に上京してきた叔母さん姉妹に交互に浮気中出しを迫られる連射動画 黒川すみれ 天馬ゆい（5月23日、DANDY）
- 甘えん坊のおじさんって超カワイイ! 学校帰りにナンパした制服美少女の皆さん! お父さんよりも一回り以上年上のおじさんにプルンプルンのピンク色の乳首をチューチュー吸わせおち○ぽよちよち甘やかし射精させる授乳手コキに挑戦してもらえませんか!? バブみを感じガチ勃起したおじさんチ○ポをそのままワレメにぬぷっっ! そのままドッピュドッピュ連続中出しセックス!!（5月24日、赤面女子）
- 射精を受け止めたパンティを穿きオナニーする女の子。その姿に興奮して再びぶっかけ射精 2 ～凌辱とご奉仕の濃厚スペルマ（5月28日、アロマ企画）
- お触り禁止本番NGのエステ店に在籍する神メンエス嬢たちの生挿入生中出し 裏オプ完全盗撮（5月28日、SCOOP）
- 小悪魔挑発美少女 天馬ゆい（6月4日、MARRION）
- イカセ狂い 連続中出しメスイキ完堕ち調教 天馬ゆい（6月4日、MAX-A）
- ゆいが私の好きな男と結ばれるなんて超ムカつくッ! だから… 結婚前中出しレ×プしてもらったんだ… 天馬ゆい 大槻ひびき（6月4日、MOODYZ）
- 文京区にある女教師が通う整体セラピー治療院 39（6月4日、変態紳士倶楽部）
- イケメンが人妻を部屋に連れ込んでSEXに持ち込む様子を盗撮したDVD。010 ～強引にそのまま中出ししちゃいました～（6月4日、熟女JAPAN）
- Red Dragon 天馬ゆい（6月11日、ゴールド/妄想族）
- ママには内緒だよ。愛すべき娘達にパパパパ中出し溺愛教育。 天馬ゆい 渚みつき（6月11日、Hsoda）
- 変態メイドと住み込みバイトでやってきた僕。 ～彼女が僕の女になるまで～ 天馬ゆい（6月18日、無垢）
- 「ほらほらお尻の穴ペロペロ」 ケツ穴ひん剥きアナルを舐めさせるデカ尻お姉さんのヒクヒク肛門誘惑! シワくっきり! 杭打ち騎乗位で中出し! 天馬ゆい（6月18日、MOODYZ）
- 純文学みたいな禁断の愛に憧れ叔父を挑発する小悪魔姪っ子 天馬ゆい（6月20日、プラネットプラス/アンビバレンツ）
- 眼鏡女子 監禁ペット調教 ゆい（6月25日、クリスタル映像）
- 【完全主観】「ご主人様おち〇ぽ失礼します。」いつでもどこでも何発もザーメン抜かれ続けるボク専用ちんしゃぶメイド（6月25日、Million）
- 素人なのにディルドオナニーで激しく感じちゃう一般人娘 13（6月25日、かぐや姫Pt/妄想族）
- 奥さんがいない自宅で上司デカチンを唾液だらだらセルフイラマで何度も精飲し喉フェラ不倫中毒にさせるデカ尻ごっくんセメラチオ愛人 天馬ゆい（7月2日、LUNATICS）
- 宅配トラブルにご注意! 服の上からでもわかる人妻の大きなお尻に我慢できなくなり、連日生挿入して中出しした悪徳運送屋 天馬ゆい（7月2日、ミセスの素顔/エマニエル）
- 一流体育大学併設 競泳アスリートばかりを狙うスポーツトレーナー整体治療院 18（7月2日、変態紳士倶楽部）
- 常に密着囁きでドスケベ誘惑しまくり! 媚び媚び変態ど痴女女子社員 業務サボってやりまくり生中出し 01（7月9日、宇宙企画）
- もしも2人が交際したら… 好きが溢れる1日になりました。一緒にゴハン作ってお風呂に入ってキスをして24時間限定のお泊りおうちデート 天馬ゆい 皆月ひかる（7月11日、凸凹はぁと）
- 学生時代好きだった女の子が街角で個人円交する立ちんぼに... ホストや変態親父に汚された彼女の性経歴を聞きながら鬱勃起チ〇ポを射精させてもらうボク。 天馬ゆい（7月16日、MOODYZ）
- 緊縛学園 天馬ゆい（7月16日、グローリークエスト）
- 痴●盗撮 & 中出し素人娘 媚薬オイルマッサージ Vol.41 超強力媚薬を配合したマッサージオイルを施術中に知らずに塗りこまれたオンナは、身体の火照りに驚き、チ〇ポを欲しがる自分に戸惑い、垂れ出したマン汁に恥ずかしがりながらも生ハメ中出しまで欲してしまう!（7月25日、親父の個撮）
- ぶち上げDJ バチエロCLUB DANCE GIRL 天馬ゆい（7月27日、MERCURY）
- AV界で最も制服が似合うオールスター10人大乱交! チ●ポ抜きまくって青春ポイントを稼ぎまくれ! 3チーム対抗チキチキ修学旅行! カワイイと大人の色気が融合! 業界歴合計11年の凄いテクが光る! 【チームイケイケGOGO】 さつき芽衣 観月あいな 天馬ゆい（8月6日、kawaii*）
- 顔出しMM号 陸上部限定 ザ・マジックミラー デカ尻女子大生が先っぽ1cm挿入のディルド空気イスに挑戦! 2 寸止めに耐えきれずに一気に奥まで挿入でビクンビクン大絶頂! 大量潮吹きしながら腰振りイキが止まらない!!（8月6日、DEEP'S）
- 疲れたおじさんリーマンが大好きでわざと満員電車に乗り込み中年精子を搾り取るノーパン痴女女子○生 天馬ゆい（8月8日、電脳ラスプーチン）
- 周りにバレないように萌え袖手コキでこっそり何度も射精させる小悪魔J系 VOL.2（8月8日、DANDY）
- シロウト女子○生真正中出しナンパ! 非ヤリマンの清楚J○を無茶して口説いて生パコGET! 3 【6人収録全員クソエロかわいい保証】透明感抜群! 白くてモチモチの美白編（8月9日、赤面女子）
- 会社の同僚と相部屋ホテルで馬鹿になるほど不倫性交4時間 1（8月13日、宇宙企画）
- おマ●コとアナルがハッキリ見える 7 素人娘の超接写オナニー 10人（8月13日、かぐや姫Pt/妄想族）
- 即ヤリゲッチュ!!! Vol.02（8月16日、DOC）
- 患者の健康状態をパイズリ挟射で喉越し検診する精飲痴女ナース 天馬ゆい（8月20日、OPPAI）
- 外回りで湿った黒パンストOL専門 固定ディルド腰ふり羞恥ゲーム ジワジワとサイズが大きくなっていく障害物レース悶絶アクメ! 制限時間内にゴールできなかったら即ハメ中出し罰ゲーム! 4（8月20日、はじめ企画）
- お掃除フェラチオシスターズ（8月27日、First Star）
- レイプ病棟 深夜に行われる性処理で彼女たちの喉・肉穴・尊厳が犯される 天馬ゆい  一条みお 望月あやか（8月27日、REAL）
- タダマンライフ 都合のいいセフレ4人に中出ししまくったハメ撮り記録 Vol.2（8月27日、BAZOOKA）
- 素人娘 初めてのエロ尻ディルドオナニー (4)（9月1日、OFFICE K’S）
- 白昼に押し入った二人の強姦魔。 天馬ゆい（9月3日、アタッカーズ）
- 中年デカチン整体師に媚薬を飲まされ焦らしセクハラ施術でエビ反り潮射イキしたガンギマリおま○こにキメセク中出しされるデカ尻部活女子J系 天馬ゆい（9月3日、RADIX）
- ～僕と彼女の女装レズ日記～ 学生時代に彼女のスカートを穿いてオナニーしてたのを見られ社会人になった今でも会社帰りに痴女られる僕と彼女の秘密の性癖 天馬ゆい（9月3日、下半身タイガース/妄想族）
- ドM乳首をイジられるとアへ声が出ちゃうバカタレは顔騎クンニで黙らせてヤルね 甘サド小悪魔J系リフレ 天馬ゆい 柏木こなつ（9月3日、MOODYZ）
- ヤレる人妻回春マッサージ36 中出し交渉盗撮（9月3日、変態紳士倶楽部）
- 「私のヨダレが欲しいんでしょ♡」 唾液トロトロ接吻で溺愛されるオクチ封じSEX 天馬ゆい（9月6日、ワープエンタテインメント）
- ゲームの中にしか友達のいない女子校生が触れるだけで股間から潮を吹き乱す媚薬漬け放水遊戯 天馬ゆい（9月10日、REAL）
- お酒大好きてんちゃんの台本ナシ泥酔ドキュメント 天馬ゆい（9月10日、犬/妄想族）
- ノーハンドフェラは奴隷の証! 13 手を使わずにフェラチオする10人の素人娘（9月10日、かぐや姫Pt/妄想族）
- 「俺のことが好きならお姉ちゃんができないイラマチオさせろよ。 」 僕の事が大好きすぎる彼女の妹と喉奥開発いちゃラマ笑顔で喉奥鳴らしてザーメンごっくん12発 天馬ゆい（9月17日、MOODYZ）
- CA 黒パンスト直履き羞恥素股チャレンジ! 制限時間内に奥手のデカチン男子を土手擦りでイカせられれば 賞金! あまりの気持ち良さにパンストの裂け目から誤挿入させる隠れ淫乱CA（9月17日、はじめ企画）
- バレたらヤバイ! 素人うさぎのもの凄いバキュームフェラチオ (1) たっぷり舌上発射編（9月17日、うさぎ/妄想族）
- マジックミラー号 ハードボイルド 最強! 働く女対決! 最弱サディ社員軍★ vs 埼玉独身OL軍団野球拳勝負! ヨヨイのヨイ～♪プライドとパンティと即ハメを賭けていざ尋常に美熟広報の意外にかわいい乳首も露わに! 最狂パチンコ店員のナママンを喰らえ!（9月26日、サディスティックヴィレッジ）
- 実写版 生徒会長は真性露出狂 天馬ゆい（10月1日、山と空/妄想族）
- ＃兄妹流出 仲良し兄妹のイ●ン●ライブ配信動画流出 某SNSで何度も消されたあの動画のつづきが流出!!（10月1日、ナンパJAPAN）
- AVを大音量で観ていたら隣家の美人妻がクレームを言いにきたのでフル勃起したデカチンを見せつけると欲情していたので 留守番してる旦那に奥さんの絶頂ボイスを聞かせてあげた件 13（10月1日、変態紳士倶楽部）
- 【レズ × ASMR × 主観】 没入感と臨場感MAXの究極の小悪魔ASMR脳イキレズサークル 天馬ゆい 倉本すみれ 美園和花（10月8日、ビビアン）
- 睡姦撮影会（10月8日、Hunter）
- 救星戦隊ワクセイバー スピンオフ 女幹部ラージュラ -遠き闇の記憶-（10月11日、GIGA）
- 放課後にセルフ露出する優等生J系を見つけたので… 2 【J系4名】（10月15日、山と空/妄想族）
- ケツ掘り特化 ペニクリ & ペニバンで交互にW雌イキアナルFUCK! ちびとり/天馬ゆい（10月22日、グローリークエスト）
- 【令和の女子〇生SEX事情】 女友達は頼めば意外とヤラせてくれる? 遊び感覚でエッチする女子〇生急増! 仲の良いクラスメイト女子にエッチさせて欲しいとお願いしたら簡単にヤれちゃった!（10月22日、Hunter）
- どこでもおしっこ! 素人娘の大放尿25人 スロー再生でじっくり鑑賞できるマニア向け映像 10（10月22日、かぐや姫Pt/妄想族）
- デカ尻ブルマ女子嬉し恥ずかしセクハラマッサージでお漏らしSEX 笠木いちか / 天馬ゆい（10月24日、フェチ眼）
- かわいい巨乳保育士さんが裸エプロン1枚で童貞君の筆下ろし!  2（10月24日、アイエナジー）
- アナルのシワの数までハッキリわかる! ノーモザイク連続絶頂アナル見せオナニー 29（10月24日、アイエナジー）
- 地雷メイクにハマっている専業主婦です。先日、法事で帰省した時につい学生時代のノリで飲みすぎてテニサーの仲間たちと乱交してしまったんですが夫に伝えるべきでしょうか?（10月24日、DANDY）
- ナンパ即パコ 01 自由奔放で思わせぶりな性格である21歳の女子大生をナンパ即パコ! 無意識に男を誘惑しちゃうけど押しにめっちゃ弱い! ゆいちゃん（10月27日、First Star）
- 肉堕ち尻Bitch! 天馬ゆい / 本田瞳（11月4日、ワープエンタテインメント）
- 【お漏らしセクハラ】 媚薬利尿剤で早漏敏感化した若手ま○こを刺激して何度も失禁イキさせられるデカ尻部下OL 天馬ゆい（11月5日、スモークフィルムズ/妄想族）
- 【完全未公開シーン120分収録】AV界で最も制服が似合うオールスター10人大乱交! 完全版2024 柏木こなつ 小野寺舞 皆月ひかる 望月つぼみ 天馬ゆい 沙月恵奈 設楽ゆうひ 日向なつ 観月あいな さつき芽衣（11月5日、kawaii*）
- 顔出しMM号 女子大生限定 ザ・マジックミラー 仲良し女友達2人組が協力してノーハンドフェラ早抜きチャレンジ! お口と舌だけで舐めてしゃぶってザーメン抜き! タイムアップで罰ゲームのデカチン即ハメ4P! 【全員中出し】（11月5日、DEEP'S）
- イカサレっ! お天気ニュース「ON AIR 中は絶対に、表情を崩さない」報道局アナウンサー × お天気キャスターイキ我慢SP（11月7日、SHIGEKI）
- 彼女たちは私の専属レズメイド 好みの娘を顔採用して好き勝手交わるコンカフェ3Pレズビアン 東城ゆ い小野寺舞 天馬ゆい（11月12日、ビビアン）
- 濃厚ベロキスで迫り来る逆レイプ体験 光沢ピタコスのボディコンデリヘル（11月12日、BAZOOKA）
- スカート内ちょいハメSEX! 朝も休み時間もお昼休みも放課後もお構いなし! 暇さえあれば教室でイケてる女子たちがスカート内FUCKを求めてくるからヤラれまくり! 中出しさせられまくっちゃってます!（11月12日、Hunter）
- エロメイド養成学園 ご奉仕またがり学部ねっちょりベロキス騎乗位中出し学科 二葉エマ 姫川かのん 白石もも 沙月恵奈 菊池はる Nia 胡桃さくら 天馬ゆい（11月19日、MOODYZ）
- オナサポ!! 女子○生 着衣で全裸で挑発的ダンス 9（11月19日、かぐや姫Pt/妄想族）
- マイクロビキニ固定バイブ宝探し 恥部がポロリっ強力バイブをオマ●コに入れたまま隠されたお宝を探して100万円! ニセ宝箱を開けるとエロ罰ゲーム! 即ハメナマ中出し危機一発! 6（11月19日、はじめ企画）
- 朝から晩まで中出しセックス 57 天馬ゆい（11月21日、アイエナジー）
- 素人バラエティ 田舎のお嬢様J〇が挑戦するギチ詰めローターチャレンジ! ひとつ挿入できたら3万円 ローターを膣口が閉まらなくなるまでマ〇コに挿入! 勝ったら賞金総取り、負けたら即ハメ中出し! キツマンガン詰め脱出ゲーム 4（11月21日、サディスティックヴィレッジ）
- イカサレっ! お天気ニュース「ON AIR 中は絶対に、表情を崩さない」報道局アナウンサー×お天気キャスターイキ我慢SP ニュース番組アナウンス中に平然イキ編（11月25日、SHIGEKI）
- カメラの前でおしっこする女 5（11月26日、グローリークエスト）
- 挑発! 黒タイツフェティシズム女子が穿く黒タイツはすぐにムレムレになって困っちゃうんです 天馬ゆい / 笠木いちか（11月28日、フェチ眼）
- 卑猥なフェラ顔とエロいブルマ尻一緒に見比べながらシコシコしたい（11月28日、フェチ眼）
- 5年ぶりに田舎に帰省したら彼氏が出来ていた幼馴染2人と再会。都会に出たのに童貞を捨てられなかった僕を慰め筆おろしハーレムSEXでハメられまくった1週間 二葉エマ 天馬ゆい（12月3日、MOODYZ）
- ぴちぴち制服ヤング娘の黒タイツハーレム学園 ムチスベタイツ脚に挟撃ロックされ身動き出来ずに射精させられる僕。 Nia 姫川かのん 優梨まいな 天馬ゆい（12月3日、MOODYZ）
- 酔っ払ってガードがユルユルの奥さんのスーツ姿にもう我慢出来ないっ! 3（12月3日、下半身タイガース/妄想族）
- 極小水着で誘惑し乳首こねくり回し感度MAXにされ生ハメ中出しさせる巨乳ビキニ痴女エステ（12月3日、変態紳士倶楽部）
- 優しくて綺麗な育児中のママさん! 「童貞君の早漏改善のお手伝いしてくれませんか?」 母性溢れる可愛いママさんが童貞君にドキドキ膣キュンしちゃって生中出し筆おろし!（12月12日、アイエナジー）
- 【G1】New Tale’s 新・テイルズ戦士エピソード 2.2.1（12月13日、GIGA）
- 街中ゲリラナンパMM便15周年! 顔出し解禁! 一流百貨店に勤務する清楚で品格漂う美容部員さん 初めてのじゅぼじゅぼバキュームノーハンドフェラ編 vol.04 総発射20発! 10人全員SEXスペシャル! マジックミラー便 上品なお姉さんが心を込めてチ○ポをしゃぶり尽くす神フェラSEX!（12月17日、DEEP'S）
- 一人暮らしの兄の部屋に呼ばれ…絶対絶命言い逃れできない妹とわいせつ中出し禁断性交（12月17日、姦乱者/妄想族）※「絶対絶命」は編集者の誤記ではなくタイトルのママ。
- 初めては知らないおじさんだった…気がつけば抜け出せなくなるほど大人SEXに沼るJ系たち4時間（12月17日、姦乱者/妄想族）
- 天まで届くエクスタシー、ノンストップ連続中出し、連続顔射 天馬ゆい本能の汗だく中出しセックス（12月24日、TEPPAN）
- 彼女はみんなのイラマリオネット。～絶対服従喉コキ便器～ 天馬ゆい（12月24日、REAL）
- おしっことマン汁でグッチョグチョになったパンティでチ〇ポをシゴかれる! おもらしパンティ手コキ（12月24日、犬/妄想族）
- アナルのシワの数までハッキリわかる! ノーモザイク連続絶頂アナル見せオナニー 30（12月26日、アイエナジー）

- レズビアン裏垢女子プライベートハメ撮り流出映像 個人撮影・大学生・カップル・地雷・マッチアプリ・SNS (BBAN-510)（1月14日、ビビアン）
- 叔父の巨根を溺愛! 無防備が過ぎる美尻な姪の過激誘惑! 全裸よりSKBな透明バニー痴女のベロキス杭打ち騎乗位 天馬ゆい（1月21日、クリスタル映像）
- 〈百合カップル男根堕ち〉汚れなきJ●レズカップルが精子ブリブリ中出し肉便器に堕ちるまで絶倫生徒たちに輪姦されて 天馬ゆい 柏木こなつ（1月21日、MOODYZ）
- セーラー美少女が施術する誘惑VIO脱毛 竿を持たれ金玉アナルまで脱毛されて勃起してしまった僕のち〇ぽを優しく処理してくれた（1月23日、フェチ眼）
- ここで撮影した写真を貼れば絶対合格するというピストンバイブ証明写真ボックス 大学受験前の女子学生がどんなに突かれても笑顔をキープ（1月23日、SHIGEKI）
- アナルのシワの数までハッキリわかる! ノーモザイク連続絶頂アナル見せオナニー 31（1月23日、アイエナジー）
- おしゃぶり学園ピンサロ科 14 天馬ゆい 夏白麻矢（2月1日、FS.KnightsVisual）
- 天馬ゆいの凄テクを我慢できれば生★中出しSEX!（2月4日、ワンズファクトリー）
- 『あっダメ! こんなところで…』 イキなりクンニで強制絶頂（ドストライク）! 色白美肌の愛され女子社員のパイパン超美マ○コを勤務中に味わい尽くす! 天馬ゆい（2月4日、DEEP'S）
- 伝説の同人CG作品を映像化!! 実写版! 子産み島 前編 ～週7で産めるメスたち～ 天馬ゆい 弥生みづき 工藤ララ（2月4日、Fitch）
- アヘ顔するまでイキ潰す地雷系女子中出し羞恥 2（2月6日、ナチュラルハイ）
- いつまで我慢できるかな～w ボクとエッチしたがる超絶可愛い2人のヤリマン幼馴染のレズ誘惑に我慢しきれず理性がぶっ飛び暴走ピストンFUCK!（2月11日、Hunter）
- 美しい汗を流す女の子がレズセックスに没頭する乱交遠征1泊2日【流出映像】国立●●女学院大学バスケ同好会2024年秋合宿（2月11日、ビビアン）
- 即フェラごっくん & 杭打ち暴尻中出し 単位が欲しい留年ギャルのお・ね・だ・り無限PtoMループエンドレス射精 上下のマ〇コで精子搾られた担任教師の僕 天馬ゆい（2月18日、MOODYZ）
- 主導権は年下の彼女 天馬ゆい（2月18日、S-Cute）
- ハンバーガーチェーン店の美人バイトリーダーは盛りがちなアルバイト達をバキュームフェラで精飲管理。週6でごっくんする日常の記録 ゆい25歳（2月20日、FALENO TUBE）
- 朝がくるまで射精させる種搾りプレス 天馬ゆい（2月25日、痴女ヘブン）
- シロウト観察 モニタリング 弾ける笑顔と極上ミニマムボディ! エロDVD屋で擬態ラブドール乱交と街中逆ナン中出し性交 DVD販売店編 & 童貞自宅突撃編 天馬ゆい（3月4日、桃太郎映像出版）
- 実写版! 子産み島 後編 ～週7で産めるメスたち～ 天馬ゆい 弥生みづき 工藤ララ（3月4日、Fitch）
- まるっと! 天馬ゆい（3月5日、プラネットプラス）※単体ベスト
- アナル舐めで男をイカせる絶品パイパン痴女 天馬ゆい（3月11日、セレブの友）
- MOODYZファン感謝祭 バコバコバスツアー2025 素人17名とAV女優17名の1泊2日大乱交 新世代AVオールスター覚醒!（3月18日、MOODYZ）
- 【夢幻調査隊】昼間の公園で一人でお酒を飲んでる女性急増! なぜか顔面偏差値Aランク【検証】話しを聞いてみた結果! みんなめちゃのんべえSEX好き判明!（3月18日、姦乱者/妄想族）
- 泥酔女性を狙ったレ○プ犯罪映像 (2)（3月18日、姦乱者/妄想族）
- 時間を止められる男は実在した! ～死の淵から帰って来た男 白衣の天使にお礼の種付けファック 病院占拠SP～（3月20日、SODクリエイト）※通常版（SDDE-744）と特典版（SDDE-744V、特典映像「歯科検診でハメ撮りしてみた」を収録）の2種類あり。
- 【生外特化!!】裏オプは射精後チ○ポを生挿入! 天馬ゆいのナマ・外出し風俗タワー（3月25日、グローリークエスト）
- 妻が実家に帰省中、新婚のボクはペットカメラで見られているかもしれないのに…WパイパンスレンダーOL2人の誘惑に負けて朝まで騎乗位ハーレムで何度も中出ししてしまった。 倉本すみれ 天馬ゆい（3月25日、本中）
- 綺麗な脚長お姉さんの魅惑のハイレグ痴女ハーレム 卑猥な食い込み見せつけスベスベ美脚挟み撃ちロックM字ガニ股ピストンで中出し痴女られちゃう僕 月乃ルナ 尾崎えりか 天馬ゆい 木下ひまり（3月25日、痴女ヘブン）
- 1日中履き込んだムレムレの黒パンストで女上司たちに痴女られる美脚パラダイス（4月1日、OFFICE K’S）
- ドーピング検査で尿道を視姦されてオシッコ採取 逃れられない猥褻検査で心が折れた女子アスリートをハイエナレ●プ（4月1日、OFFICE K’S）
- 【個撮】どこでもフェラ 19 11人（4月22日、かぐや姫Pt/妄想族）

- MOODYZ創立25周年記念 MOODYZふたなり航空へようこそ！ バリキャリ美人CAが射精快楽で理性崩壊チ○ポイキしまくり発情ドスケベフライト（9月16日、ムーディーズ）

### アダルトVR

#### 上川星空 名義
- 今日はソラに任せて! おっちょこちょいナースの彼女と密着生中出し看病SEX（7月26日、KMPVR-bibi-）
- アイドル系ピュア彼女の部屋で初めての潮吹き生中出しSEX! 純情すぎる美少女にマジ惚れ120%!（8月30日、KMPVR-彩-）
- 気弱な義妹はボクの言いなり 突然出来たメチャメチャカワイイ義理の妹は超気弱で恥ずかしがり屋!とにかく断れない性格でボクの言いなりです!!はっきり言って最高のおもちゃです!顔に似合わず学校でもヤリまくっている?いや断れないからヤラれまくってるみたいですで…だから毎日ボクも好き勝手やってます!!+義妹がセフレ! 「お願いエッチなこといっぱい教えて…」義理の妹がまさかのお願い!!（9月25日、お夜食カンパニー）
- 逆3P 制服女子2人に生中出し! 本番は禁止されてるのに、素股してたらヤリたくなっちゃった女の子たち（9月28日、RHB）
- VR OL日和（10月15日、ガン見隊）
- 青春体験VR 授業中に隣の席の彼女と先生にバレないようにこっそりキス、乳首いじり、机の下手コキ…放課後はイチャラブ中出しSEX（11月23日、ナチュラルハイ）
- 痴漢総決起集会 VR事変 完全新作4タイトル中出しスペシャル（12月20日、ナチュラルハイ）　※VR-1グランプリ(2018) エントリー作品
- 葛飾共同区営団地 日焼け美少女わいせつ映像VR（12月20日、I.B.WORKS）※VR-1グランプリ(2018) 3位

- チ○ポビンビンCFNM学園VR 今年から共学になった女子校に入学したら男が1人しかいなくて、あげくの果てに制服が無いので全裸で過ごすように言われ、チ○ポ丸出しで学園生活を送る事になったボク!!（5月8日、ワンズファクトリー）
- 女子●生レイプVR（5月8日、TMA）
- 見上げてごらん 2 ノーモザイク（5月29日、ガン見隊）
- 去年まで女子校だった学校で男子はボクら2人だけ!毎日イジメられてムカつくから文化祭の準備中に『睡眠薬』で全員眠らせてイタズラしまくり!ハメまくって復讐!!寝てるだけだとつまらないから『媚薬』も飲ませて強制発情!超淫乱に豹変したクラスメイトと中出しセックスヤリまくり!!VR（6月25日、アパッチ）
- 女子校日和。 2 ノーモザイク（7月23日、がん見隊）
- 目の前に広がる美アナル大図鑑 ―超接写丸見え恥じらいヒクヒク美尻アナルVR―（8月2日、こあらVR）
- 美女に小便ぶっかけVR 顔面直撃!変態妄想5シチュエーション（8月9日、ナチュラルハイ）
- 【キメパコ】 おむつを替えたり公園で遊んで可愛がってきた絶対に手を出してはイケナイ妹。オンナとして成長したので媚薬を仕込んで今度は俺の性処理道具として可愛がることに決めた!! （8月31日、こあらVR）
- 万引き犯をとっ捕まえて身体の隅々まで与える恥辱… 「お願いします…退学だけは…退学だけ許してください…」（9月4日、ブイワンVR）
- 今日は全裸の日だよ!? 転校した学校は金曜日に服を着て登校したら退学だったVR（9月27日、ナチュラルハイ）
- ボクに突然出来た義理姉妹は超スケベ過ぎる変態義理姉妹! おかげでボクの灰色だったセックスライフが誰が聞いても羨むバラ色のセックスライフに激変!（10月15日、Hunter）

- ぼくたちの青春 ノーモザイク（1月30日、ガン見隊）
- ゴルフ部の痴女先輩w 「ここをもっとこういう風に握って、自分のチ●ポ握るときも、そんなに強く握らないでしょ?w 優しく、そっとタッチしてあげるのwそこから、どんどん強く握っていくのよ〜w」（3月6日、ブイワンVR）
- 【飲尿JOI×ロッカーの中】 密室空間で部活女子のつるつるパイパンから飛びだす汗・唾・マン汁交じりのおしっこを浴びながら飲める!（4月2日、SODクリエイト）
- 本屋痴漢 VR（4月10日、ナチュラルハイ）
- ドMな彼女がパンツを見せて恥じらいながらおねだりしてきた（4月30日、SODクリエイト）
- 転生勇者と異世界エルフ 最初で最後のいちゃいちゃ子作り中出しSEX（6月20日、Cosmo Planets VR）
- 女子○生の自画撮り放課後オナニーVR（7月7日、RADICAL-KMPVR-）
- 上川星空 さよならアナル処女（8月27日、ナチュラルハイ）[30]
- 万引き姉妹VR（9月1日、RADICAL-KMPVR-）
- 「ねぇ…私もキスしてみたい」 キスに興味を持ち始めた幼馴染に媚薬を口に含んで接吻し続けたら…赤面汗だく、よだれ垂れ流し、パンティぐしょ濡れのセックス大好き変態キス魔に完堕ち!そのまま何度も中出しSEXし続けました!（9月17日、エロタイム）

#### 天馬ゆい 名義
- 客観特化VR仲良しレズ友達 ～ベロキスではじまって相互絶頂で終わる美しきイチャラブレズの世界～ 天馬ゆい 葉月もえ（10月8日、CASANOVA）
- 逆らえば大学推薦取消!! 男子生徒を飼いならす担任女教師 家庭訪問の玄関先で脅迫マウント騎乗位 天馬ゆい（10月30日、KMPVR）
- 途方もない絶頂引力に引き込まれる射精管理ルーム 脳に刷り込む最高距離でコントロールされるJOI性感風俗 天馬ゆい（11月25日、KMPVR-bibi-）
- 天使のスマイルで男を確実に絶頂させる本当にヤバすぎるくらいにカワいい中出しイメクラヘルス 天馬ゆい（12月24日、KMPVR-bibi-）

- どこが気持ちイイのか言ってみろ!! 美女の性感帯献身チェックVR（2月19日、KMPVR）
- ミラー越しディルドフェラVR（2月20日、KMPVR）
- 僕のことを好きらしい従妹があざとすぎるノーブラ姿でず～っと乳首チラ誘惑してきて我慢できず何度も何度も生中出ししてしまった… 天馬ゆい（5月31日、KMPVR）
- 同棲生活1日目 『これからず～っと一緒だね♡』やっと叶った念願の同棲生活・彼女のゆいちゃんとラブ & エロ生活!! お互いを求めあう究極の中出しSEX 天馬ゆい（6月23日、SODクリエイト）
- 深夜2時でも即レス即フェラ! いつでも精子を飲みに来てくれるごっくんペット ゆい 天馬ゆい（7月4日、SODクリエイト）
- 黒パンスト×パンツ×美脚 たっぷり足で擦られ大量射精VR（7月8日、KMPVR）
- 何度も濃厚キス手コキ射精VR（7月9日、KMPVR）
- 確信犯!? 勘違い!? 彼女の妹が耳元囁き淫語で誘惑! 【キス・顔舐め・顔騎】楽しそうに責めてきて潮吹き・絶頂イキ連発の早漏ま○こでザーメン搾取… そして顔射まで求めてきた。【淫手コキ・顔射・中出し3発】 天馬ゆい（7月16日、こあらVR）
- エロい表情をより近くで! 新視点【ひじ立ちアングル】採用!! 即尺デリヘルで再会した彼女の親友はお店のNG行為を破っちゃう生中OK嬢だった 天馬ゆい（8月26日、ナチュラルハイ）
- ケモミミ愛玩少女と過ごす夢のような可愛さ激推しにゃんにゃんDAYS 気持ちイイと尻尾振り感じるとニャアニャア鳴くボク専用肉便器ペット 天馬ゆい（10月12日、ワンズファクトリー）
- 【パンツコキ & 尻コキ特化VR】14人完全撮りおろし（10月14日、こあらVR）
- VRの低速ピストンにうんざりしているアナタに贈る正常位でも騎乗位でもバックでも激ピスイカせまくりVR 天馬ゆい（10月31日、アリスJAPAN）
- 顔面特化アングルVR ～俺専用のド新人メイドと舐めまくりご奉仕SEX～ 天馬ゆい（11月21日、KMPVR）
- 天井特化アングルVR ～本気でお願いすれば何でもしてくれる幼馴染～ 天馬ゆい（12月5日、KMPVR）
- 誰よりもボクを愛してるボク依存症の彼女♀ ボクの浮気を疑って独占潮吹きマーキング!! 天馬ゆい（12月24日、KMPVR）

- 復讐催眠 裏切りVer. いじめられっ子のことねちゃんと僕がいじめっ子に催眠術をかけて従順ペットにする話 冬愛ことね 天然美月 天馬ゆい（1月13日、ナチュラルハイ）
- マッチングアプリで出会った女の子はまさかのサキュバス!! 悪魔的テクニックで僕の童貞ザーメンを空っぽになるまで搾り取る! 無限快楽地獄!! 天馬ゆい（1月18日、Cosmo Planets VR）
- 言いなりイキ堕ち敏感マ○コ 妹の事が好きすぎたボクの家庭内セクハラ 天馬ゆい（1月31日、KMPVR）
- 耳トランス 超絶美少女の甘々おねだり淫語とニュルじゅぼエロ音で快感中枢を刺激する耳勃起Playフルコース!! 天馬ゆい（2月8日、P-BOX VR）
- 絶対に乳首をお留守にしないトリプル美少女J●逆4P! 横宮七海 天馬ゆい 皆月ひかる（2月9日、SODクリエイト）
- いっぱい舐めてあげるから、シコシコしてね（2月17日、KMPVR）
- 近親妄想 胸キュンパイパン誘惑 モテないボクを見かねた妹との禁断の中出し近親相姦 天馬ゆい（3月2日、KMPVR）
- 〈バイノーラルで聴覚刺激! 多人数罵倒足コキ!〉 ‘続・女子○生寮の管理人（下僕人）の僕は、寮生の足コキおもちゃにされてます!’【現在進行形で寮などで罵倒され、足でチ○コをイジメられてるけどやっぱり快感すぎて、僕にとってはこの上ないご褒美でしかないです!（3月6日、SODクリエイト）
- 本物J○専門店! 時間無制限! 発射無制限!】 S級美少女ルーズソックスJ○の濃厚すぎるイチャラブご奉仕! 【即尺・洗体・エロマッサ・足コキ】 デカ尻 & 締め付け抜群早漏ま○こで搾取され【淫手コキ・口内発射・ごっくん・中出し3発射】  天馬ゆい（3月12日、こあらVR）
- もう… 私とキスしちゃお? 天使一可愛い妹の口づけ誘惑にまんまと負けてしまった駄目なボク 天馬ゆい（3月17日、KMPVR-彩-）
- 僕に見られながらじゃないとイケない彼女の目の前1cm食い込みオナニー & 結合部見せつけセックス 天馬ゆい（3月31日、アリスJAPAN）
- 乳首集中責めVR（3月31日、KMPVR）
- 手袋に包まれて射精する快感。【手袋フェチ手コキ特化VR】14人完全撮りおろし（5月1日、こあらVR）
- 潮吹きに大感激…この制服女子とこれからセックスします! 尻筋がすごい背面杭打ち騎乗位に暴発寸前… 頼まれたら何でもしてくれる年下なパイパン彼女と潮吹き中出しエッチ! 天馬ゆい（5月20日、CRYSTAL VR）
- 彼と彼女のイチャラブ生活 天馬ゆい（8月25日、SSR VR）
- 8KVR 射精コントロールJOI 天馬ゆい（11月22日、SSR VR）
- 8KVR 女体観察 & 顔舐め唾たらし 天馬ゆい（11月22日、SSR VR）
- Working Women’s Extra 先輩上司編 天馬ゆい（11月24日、SSR VR）
- モリマン! 食い込み! オナニーガン見VR! ハイレグ美女の食い込みオナニーをこだわりアングルでじっくり観察（11月29日、P-BOX VR）
- 顔面舐め回し! オッパイ押し付け! 密着顔騎! 無料コースでここまでするの? 超高級マッサージサロンのフェイシャルエステ!!（11月29日、P-BOX VR）

- 野外フェスでアドレナリン全開! ホロ酔いで爆音に紛れてテントでヤリまくった夏の思い出 天馬ゆい（3月6日、kawaii*）
- イッたのに「イッテないもん」と言い張りながらも、勝手にぐりぐり凄い腰使いで膣奥刺激する甘えん坊パイパンメイド 天馬ゆい（4月26日、KMPVR）
- 「わたしのこと、す、すきにしてください。」 子供服デリヘル【天使の宅配便】ゆいちゃん（5月2日、SODクリエイト）
- 執拗な亀頭責めとささやき淫語で何度も何度もイカされる先っちょ特化亀頭覚醒エステ 天馬ゆい（5月24日、KMPVR-bibi-
- オイル映えする美尻に美乳… 見るからにM気質なパイパン黒髪女子を電マとバイブで虐めてみた 天馬ゆい（5月25日、CRYSTAL VR）
- 過疎地下アイドルのデカ尻ファンサービス せっかく開いた生誕ライブに集った ファンは俺一人 天馬ゆい（5月27日、SODクリエイト）
- 「幾らでもイってください」 射精無制限∞ お口とおマ●コから濃厚ザーメン垂れ流し桃源郷ヘルス 天馬ゆい（7月21日、KMPVR-bibi-）
- 飲み会終わりにボクを介抱してくれた 後輩OLの罠にはめられ抜かれまくった 密着淫語ささやき性交 天馬ゆい（8月9日、KMPVR-彩-）
- 清楚な見た目の淫乱美少女 天馬ゆい VR SPECIAL BEST（8月11日、KMPVR）※単体ベスト
- 同じマンションに住む美少女J〇に媚薬使ってキメセク生中SEXしまくった!! 天馬ゆい（9月18日、P-BOX VR）
- 性欲処理まで超一流の中出し専用メイド 天馬ゆい（10月16日、P-BOX VR）
- 美女7人のケツ穴くぱぁ～を近距離ガン見VR 6（11月27日、P-BOX VR）
- パイズリ! 尻こき! フェラチオ! ノーモザオチ●ポ弄り! ディルドーイカセVR（11月27日、P-BOX VR）
- ぴっちりハイレグ食い込みオナニーVR（12月18日、P-BOX VR）

- 鬼VR物語 雷落ちし鬼と豆まきの契り 天馬ゆい（2月3日、SODクリエイト）

### アダルト動画配信
- ソラ（9月8日、俺の素人）
- ソラちゃん（10月6日、俺の素人）
- 清楚系ビッチな色白美少女に制服を着せた日には生徒会もザワツく超が付くほどムッツリド淫乱! パイパンツルマンからは大洪水潮吹き注意報発令中! 制服彼女 No.14 そらちゃん（10月7日、プレステージプレミアム）
- sora（12月20日、AKNR素人ちゃんねる）

- 星空（5月15日、E★ナンパDX）
- そら with（5月26日、S-Cute）
- そら（7月10日、P-WIFE）
- そら（7月12日、S-Cute）
- そら（11月4日、J●調査隊 チームK）

- そら（1月7日、P-WIFE）
- そら（1月31日、THE WORLD）
- 幼気な「訳アリ家出少女」を待ち構えていたのはドス黒い淫棒だった!! ナンパで釣れたパイパンマ●コを犯し倒して連続ハメ潮大放水! ドピュっと種付けフィニッシュ!! とあ（4月17日、黒船）
- カワカミさん（4月18日、ゲリラ）
- そら（4月19日、ゲリラ）
- そら（5月22日、令和えちえち中毒性）
- そらちゃん（6月29日、夢中企画）
- 完全主観 リアルチ○ポシコり罵倒（6月22日、AKNR）
- ひな（7月28日、五反田マングース）
- そらさん（10月25日、個撮ちゃん）
- かえで（10月30日、産地直送）

- 綾香（6月2日、ION イイ女を寝取りたい）
- ゆい（6月18日、俺の素人-Z-）
- 【妄想主観】会社の後輩とホテルで逆NTR不倫物語 天馬ゆい（8月6日、ONETIME）
- ゆき（8月11日、ION デートNOW!!）
- みゆ（9月12日、しろうとエチチ.ch）
- ゆい（9月17日、俺の素人-Z-）
- 気になる女子のリアルSEX 天馬ゆい（10月29日、プレイエンターテイメント）
- ゆい（11月13日、やり狂う! スケベなセフレ達）
- ゆい（11月15日、あの素人娘のエッチの仕方を公開します。）
- Y69ちゃん（12月10日、蜃気楼）

- ゆい（1月9日、素人ムクムク）
- そら（1月14日、すももちゃん）
- ゆい（1月28日、＃素人しか勝たん）
- ゆい（1月30日、シロウト速報）
- 【潮属性の激やばモンスター】余分な前説、ヌルい前戯、一切無し!! イキなりフルスロットルで、激カワ素人娘をイカせまくるッ!!! 「おち●ぽ好きッ! おち●ぽ好きッ! おち●ぽ好きぃいいッ!!!」 開始2分でハメ潮を吹きまくる、蛇口マ○コぶっ壊れモンスターを召喚してしまいました!! ベッドを水没させながら、イッてもイッてもチ○コを求め続ける天井知らずのセックス狂!!! しかも顔面偏差値MAXの激カワ素人娘だッ!!!! 【ハメ潮エンドレス】 あすかさん (仮名) 26歳 パチンコ屋コーヒーレディ（2月9日、DIEGO）
- アユ (仮名)（2月13日、路地裏ぱんぱん）
- オナニーでイキたてホヤホヤの女の子を秒で激写する秘密クラブを完全中継!（2月27日、パラダイステレビ）
- 綾香 2（3月3日、ION イイ女を寝取りたい）
- ゆい（3月11日、おっぱいちゃん）
- ゆいちゃん（3月18日、俺の素人-Z-）
- ゆい 2（3月18日、＃素人しか勝たん）
- ゆい 2（4月1日、おっぱいちゃん）
- 被害者T（4月2日、ゲリラ）
- 【禁断NTR】【背徳! 胸クソ!! 鬱勃起!!!】天才調教師が一年もの歳月をかけて作り上げた傑作性奴●を寝取らせに来た! 打てば響く何でもアリの変態女子大生vs業界1位のデカチンを持つ変態の天才! ず～～～っと潮吹き絶頂しっぱなし!!! 【妄想ちゃん。25人目 ココさん】（4月2日、Jackson）
- ゆいちゃん（4月6日、俺の素人）
- 「おじさんのオチ○チンの虜になっちゃった…。」 隣人のおじさんに飼われオナホ化された女子校生 天馬ゆい（4月7日、AKNR）
- ゆい（4月8日、日払いちゃん）
- マッコ（4月8日、素人ホイホイsweet!）
- 【春爛漫! 透明感MAX美少女が顔騎イラマでビクビク痙攣FUCK】あざとかわいい顔面優等生! 相手にガチ惚れ→NG無し宣言! 性感帯(喉奥)で汗だく体液まみれのイラマ奉仕! 制服ビキニコス&美尻ローション! 喉とマ○コを同時に●す強烈FUCK! 中出し連発で「結婚してくれる?」 本気なまハメ3回戦!!! Spring Irama Festival【なまハメT☆kTok Report.43】 ゆいT (ゆいてぃー) 22歳 白桃尻JD (もうすぐ新社会人)（4月16日、プレステージプレミアム）
- #みゆ #1○歳 #女子○生#ウルトラ美尻 #スレンダー神ボディ#制服 #青チェ #エロ体操服#潮吹き #スプラッシュ潮#イラマ #エロ喉汁 #なんでもOK#ビクイキ #痙攣絶頂#中出し #半中半外 #個人撮影 #ハメ撮り #盗撮（4月19日、はめちゃん。）
- ゆいちゃん（4月25日、ホームメイド）
- みゆ（4月26日、ダマちゃん。）
- ゆい(18) 求愛行動が激しいパイパンスレンダーJ●【一限目】ホテインからのイチャラブ! 制服姿のまま中出しドピュっ! 【二限目】一緒にお風呂からの全裸で騎乗位上下ピストンで悶絶 & 中出し（5月19日、しろうとまんまん）
- 【可愛すぎて直視できないレベルの色白ちっぱい美少女をハメ倒す!】 セフレの清楚系ビッチゆいちゃんとラブホでハメ撮りSEX! 【女子大生 清楚系ビッチ】（6月4日、ハメタバース）
- 【アイドルフェイスで潮吹き大絶頂! ムラムラ解放むっつり美大生 in お台場】ヌードデッサン中にモデルのチ○ポをパックンチョ!? チ○ポ大好き自称陰キャのきゃわたん美大生と生パコしちゃいました! 生チンにメロメロお潮をだだ洩れSEX3射精♪【ダーツナンパin Tokyo♯ゆい♯22歳♯美大生♯26投目】（6月10日、素人CLOVER）
- ゆいちゃん（6月13日、俺の素人）
- 楓（7月13日、素人ホイホイsweet!）
- Yちゃん（7月17日、素人ムクムク-礼ぷ-）
- 【潮吹き体質のあざカワ受付嬢】清楚なフリして超あざとい美人受付嬢と居酒屋→バッセンデート! 「休憩したいなぁ…ダメ?」上目遣いのオネダリに完全敗北! / 「いただきます♪」机の下に潜り込んでトロ顔チンしゃぶ! 大量潮吹きマ●コに中出し! / 夜景を見ながら二回戦! 美尻を震わせ止まらないイキ潮でベッド浸水! 【しろうとハメ撮り＃ゆい＃23歳＃受付嬢】（7月27日、MOON FORCE）
- みづき & ゆい（7月31日、素人ムクムク-W-）
- ゆい 2（8月4日、俺の素人）
- ゆいちゃん（8月5日、俺の素人-Z-）
- ゆい（8月13日、Pinky Rush）
- ゆい 3（8月26日、＃素人しか勝たん）
- Tさん（9月1日、素人ペイペイ）
- 綾香 3（9月2日、ION イイ女を寝取りたい）
- 【僕のカノジョは ～嬉きゅん二コアへくぱぁWぴーす症候群～】＜学名＝絶頂時寄眼/両二手指直立/陰唇解放/症候群 (オーガニズムダブルピースシンドローム)  天馬ゆい（9月21日、黒菊）
- ＃顔面最強彼女とイチャラブデート ＃色白エチエチボディを一人占め! 自ら快楽を求める天井知らずの性欲を持つ顔面整いすぎ彼女とハメ撮り!!! カワイく愛らしさあふれる自慢の彼女の女子大生 ＠ゆりちゃん (20)（10月26日、はめどりでぃず）
- ゆりちゃん（11月2日、パコちゃん。）
- ゆいさん 3（11月4日、俺の素人）
- ゆい 4（12月2日、＃素人しか勝たん）
- ゆいちゃん（12月8日、俺の素人）
- ゆい 5（12月30日、＃素人しか勝たん）

- マミ（1月15日、素人パコパコ-H-）
- ゆい（1月28日、ハメドリネットワークSecondEdition）
- ゆいちゃん (oreco233)（2月2日、俺の素人-Z-）
- ゆら & ゆい（2月17日、俺の素人-Z-）
- 【清楚系ビッチ × ハメ潮性交】アイドル級美少女コンカフェ店員とイチャラブデート!! 清楚なフリして超あざとい!? 控えめな性格とエロい絡みのギャップがヤバい!! 自分から喉奥まで咥えこんじゃうドMっぷりでジュポジュポが止まらない!! 極上美尻のスレンダー神ボディ!! 綺麗なパイパンま●こからハメ潮吹きまくり&カラダをヒクつかせビクイキ痙攣絶頂連発!!【NS TOKYO FUCK 2人目 ゆい】（2月17日、SUKEKIYO）
- 【すきぴの為なら肉便器上等!】 ヒモ彼氏の借金の為に中年チ●コをハメる地雷ちゃん! やらかす時はいつも酒! 今日もストゼロで自分を壊してマ●コ労働!! でもきもちぃしお金もらえるからオッケー★ 中出しキマりすぎて動けなくなっちゃう華奢な体がエロいwww 大量チ●コの延長戦でどうなるぴえん!! ゆいぴ（3月6日、プレステージプレミアム）
- ユイ（4月5日、素人ホイホイ）
- ゆい & れな（4月5日、素人ペイペイ）
- ゆい（4月15日、シロウトソシアルクラブ）
- ユイ（4月26日、俺の素人-Z-）
- 【ハメ潮連発!】【もっちりぶり尻】【えちえち介護士】 以前ティンダーでゲットした美少女ななみちゃんとデート & SEX!!! ビン勃ち乳首が際立つ色白美乳ともっちりぶり尻を大堪能!! 1ヶ月ぶりのSEXでデート中から発情中! ち●こブチこめば即イキ、大量ハメ潮を撒き散らす!!! 早漏おま●こを何度も突き上げ濃厚たっぷり中出し注入!! 【t●nderist!!】 ななみ 24歳 介護職員（4月28日、Jackson）
- ヤミヤミ008 / メガネが無いと何も見えない女 & 不法駐輪のチャリに埋もれてた女 / ヤミヤミアルコール（5月1日、ヤミヤミ）
- 可愛すぎてごめん♪ 天才ビジュ × エロあざとい仕草を武器にする略奪ちゃんに迫られまんまと沼る! 色白スレンダーボディを密着させてまんまるプリ尻が跳ね回る甘トロえっち♪ #052 ゆい / あざかわJD（5月5日、ドキュメントdeハメハメ）
- 小悪魔ナース ゆい（5月7日、ゲリラ）
- ゆい 6（5月12日、＃素人しか勝たん）
- ゆい（5月14日、破天荒）
- まゆ（5月18日、恋愛カノジョ）
- 超無敵えんこうせい 天馬ゆい（5月19日、ノースキンズ）※2024年4月11日にDVDとして発売。
- ゆい 3（5月26日、おっぱいちゃん）
- ゆい 4（5月26日、おっぱいちゃん）
- ゆい 2（6月3日、ゲリラ）
- ゆい 7（6月9日、＃素人しか勝たん）
- てんちゃん（6月14日、ハメドリネットワークSecondEdition）
- ゆいさん（6月16日、シロウト速報）
- ゆい (spcz004)（7月4日、しろうとパックンチョ!!）
- TENちゃん（7月8日、白昼夢）
- 綾香 (ion170)（7月8日、ION イイ女を寝取りたい）
- YUI（7月11日、ヤレるパラダイス!）
- Y153ちゃん & T153ちゃん（7月21日、蜃気楼）
- YUI  (smus019)（7月29日、素人ムクムク-塩-）
- ゆいぴ (oreco436)（8月22日、俺の素人-Z-）
- ゆい 4 (ore955)（10月3日、俺の素人）
- ゆい 5 (ore962)（10月8日、俺の素人）
- 【怒涛の連続潮吹き】超敏感体質の欲求不満看護師とガチンコSEX!! 愛液と潮と精子でおま●こグッチョグチョにしてあげましたww（11月2日、黒船）
- ゆいゆい（11月9日、俺の素人-Z-）
- ゆいちゃん（12月29日、ハメタバース）

- 【パイパン美尻ナース】仕事のストレスはSEXで発散! 夜勤明けのマ●コはぬるぬる大洪水!! 精子大好き! 「ワタシのエナドリ!」 お口とマ●コで精子採取! 中出し精子は掻き出して飲み干す淫獣看護師登場!!【即ヤリゲッチュー】【ゆい】（3月10日、街角シロウトナンパ）
- そら (smmc364)（3月30日、すももちゃん）
- 全身でセフに恋するとびきり可愛い愛玩女：ゆい(25)【女がハマる甘い沼】（4月18日、しろうとまんまん沼）
- ゆい (spay401)（5月1日、素人ペイペイ）
- 【潮吹きまくりの敏感おま●こ】くっそエロいプリプリ桃尻の裏アカ女子が円光おじさんにイカされまくって2回も中出しされる一部始終wwまゆ 19歳（5月16日、黒船）
- ゆいちゃん (oreco716)（5月22日、俺の素人-Z-）
- マジ軟派、初撮。 2042 ゆい 25歳 アパレル  声掛け、ご飯で即優勝! スタイル抜群のあざと可愛いアパレルお姉さんはとってもえっちでした。自分から「キスして…」とせがむ、のめり込みセックスは100点満点!（5月30日、ナンパTV）
- 可愛すぎて直視できない! 【純度120%の美白スレンダー × 美尻美脚】「漫画とかアニメはジャパニーズカルチャーがめちゃくちゃ経済回してるんです! 月3桁は余裕です♪」コミケイベントのメンバーへ勧誘され…今回も胡散臭い話に乗っかり陥落ホテイン。美脚が映えるパンストをブチ破り、華奢美ボディにゴリゴリピストンww 罪悪感すら覚えるほどの美少女。それでも容赦無く身体中を弄るとマ●コはすでにトロトロじゃないすかww ビシャビシャに吹き散らかしたマ●コに追撃ピストン!! 細身のクセして肉付きのいいデカい尻がエロい。こんなアイドルみたいな美少女が、汗だくでだらしなくイキ果てる姿、見てみたいですよね?ww：case34 サクラちゃん 24歳 コミケマルチ（6月8日、プレステージプレミアム）
- リオナ（7月17日、援堂山）
- リオナ 2（7月24日、援堂山）
- ゆい (oreco799)（8月7日、俺の素人-Z-）
- 服着ててもフェロモン凄いけど脱いだらもっと凄いエロ女体 ゆい（8月30日、ゲスヤミ）
- ゆいちゃん（9月1日、しろうとガチャ）
- 【神ボディ☆ パリピ美女が陰キャを翻弄】美乳美尻のインフルエンサーが陰キャ相手にハメまくる! 徐々に主導権は逆に!? 感度抜群マ○コの潮吹きが止まらない!! 中出し3連発!! 【なまハメT☆kTok】【ユイティ】（9月1日、街角シロウトナンパ）
- ゆうちゃん (erofc286)（9月5日、恋愛カノジョ）
- 【乱交】褐色のスレンダー美女 × 色白潮吹きビシャビシャ女【ゆい + りん】（9月6日、ゲスヤミ）
- Nちゃん & Yちゃん (ontr004)（10月28日、NTRちゃん。）
- ゆい 6 (orena032)（11月1日、俺の素人）
- ゆいちゃん (uinac027)（11月23日、ハメドリネットワークSecondEdition）
- 飲んだくれ女子Yさん (omad003)（12月21日、おまん堂）
- 【女はなぜ光彩を放つのか】しなやかで白く光る体、身勝手な行動も全て許される笑顔。丸く柔らかいケツに何度でも勃起が収まらない。港区でも間違いなくトップクラスの女を一晩かけてとことん味わう。 みお 滑らかで輝く体（12月24日、プレステージプレミアム）

- Yさん (omad006)（1月1日、おまん堂）
- ゆっぴー（仮）(sbkd006)（1月6日、素人バキバキ動画）
- Yさん (omad007)（1月18日、おまん堂）
- 男を「飼い慣らしてしまう」坂道系でカワイイ顔してえげつない強欲の痴女-サキュバス-降臨。禁断の寝取りドキュメント!! 天真爛漫で無垢そうに見える彼女はオナニー & セックスジャンキー。さらに男をおもちゃの様に足でグリグリしたりちんぐり騎乗位や潮をかけるなど、ヤリたい放題。「いつも彼女とシてる事、教えてよ─。」今までの セックスの常識 が覆される…。【NTRリバース】 てんちゃん 26歳 パチ屋バイト（1月26日、プレステージプレミアム）
- S区2Fスレンダーポニーテール (mado002)（1月21日、はめちゃん。）
- 【24時間デレデレ!! 超アイドル顔彼女】 サロン店員てんちゃんを彼女としてレンタル! 口説き落として本来禁止のエロ行為までヤリまくった一部始終を完全REC!! 出会って即デレデレ! 遊園地デートで距離感爆詰めでドッキドキ! 帰る時間が迫る中で良い雰囲気に。本来禁止のホテルに連れ込み秘密の恋人セックス!! スレンダーなのに大っきなお尻がシコすぎる!!! ちょっと触っただけですぐトロトロになっちゃって可愛すぎwキスする度にぎゅう～って締まるま●こで射精不可避!!! いっぱい中出ししてあげましたw 【レンタルカノジョ】 てんちゃん 23歳 サロン店員（2月2日、プレステージプレミアム）
- 本物地下アイドルが緊急参戦!! 男を知らない19歳はチ●ポに怯えてしまう… 事務所に内緒で無慈悲な中出し。（2月19日、黒船）
- 【NTR】ダメダメって言いながら流され続けた末路ｗ 健気に待つ彼氏放置してよそで種付けされちゃってｗｗ だって結局セックス楽しんじゃってるじゃんｗｗｗ さき 24歳 主任保育士（2月24日、NTR.net）

### 女性向けアダルト作品
動画配信
- とけあうカラダ 上原千明 天馬ゆい（2022年7月8日、SILK LABO）
- ずっと貴方が欲しかった 東雲怜弥 天馬ゆい（2022年7月15日、SILK LABO）※オムニバス作品「共犯関係 III 罰を受ける道を選んだ僕ら」（2023年7月6日発売）にてDVD化。
- ノーカット一本勝負! 演技なし! 台本なし! 『ARINOMAMA』東雲怜弥 × 天馬ゆい（2025年1月25日、HubX）

### イメージビデオ
2019年
- 純真無垢（1月28日、SID）※「笹川そら」名義
- 処女のキモチ（4月26日、スパイスビジュアル）※「笹川そら」名義
- 純真無垢 2（1月28日、SID）※「笹川そら」名義
- 成○大学ミスコングランプリ着エロデビュー!（6月28日、スパイスビジュアル）※「登坂まおみ」名義
- ちゅうぼう 14（10月26日、スパークビジョン）※「そら」名義
- 純真無垢 3（10月28日、SID）※「笹川そら」名義
- マルチタレント芸能人 衝撃の出演!（11月29日、スパイスビジュアル）※「戸田あおい」名義

2022年
- 美少女降臨伝説 女神オールスター感謝祭（12月21日、スパイスビジュアル）※オムニバス作品

2023年
- 美少女レズコレクション ～着エロ百合図鑑～（2月7日、U&K）※オムニバス作品
- 美少女降臨伝説 うぶな可愛い娘達が脱いだら積極的すぎてエロすぎた（2月22日、スパイスビジュアル）※オムニバス作品
- 極・えちえち女神 可愛くてエロい子は世界を救う（11月29日、スパイスビジュアル）※オムニバス作品

2024年
- 極・えちえち女神 どんなワガママなえっちな事でも許してくれる女の子が好きです（1月31日、スパイスビジュアル）※オムニバス作品
- 極・えちえち女神 発育良すぎてえっちに全降りした子たちが最強（12月18日、スパイスビジュアル）※オムニバス作品

### 写真集
- 天まで届け 天馬ゆい写真集（2024年3月23日、ジーウォーク、撮影：矢野力）ISBN 978-4-86717-684-9

### デジタル写真集
- 君と空の下で 【グラビア写真集】 天馬ゆい（3月17日、プレステージ出版、撮影：渡辺凌）
- 君と空の下で 【ヌード写真集】 天馬ゆい（3月17日、プレステージ出版、撮影：渡辺凌）
- 君と空の下で  天馬ゆい Another Cut version（6月2日、プレステージ出版、撮影：渡辺凌）※デジタル写真集『君と空の下で』に収録されなかった未公表カットを収録。
- 絶対的スーパーナチュラルポーズブック 天馬ゆい（8月11日、プレステージ出版、撮影：渡辺凌）

- ABSOLUTE SPORTS POSE 絶対的スポーツポーズ集 天馬ゆい（4月19日、プレステージ出版、撮影：渡辺凌）
- れいむ 天馬ゆい vol.01～vol.04（4月19日、ジーウォーク、撮影：矢野力）
- 絶対的透け透けテカテカポーズブック 天馬ゆい（8月30日、プレステージ出版、撮影：渡辺凌）

## 出演

### テレビ
- 魚拓と成瀬のツキとスッポンぽん #412,#413（2022年7月24日,31日、パチ・スロ サイトセブンTV）

### インターネット
- 救星戦隊ワクセイバー（2021年7月2日 ‐ 7月30日、ギガ特撮チャンネル/YouTube）‐ ラージュラ 役、ブラピース 役（声の出演）
- 救星戦隊ワクセイバー SEASON2（2022年10月29日 ‐ 11月19日、ギガ特撮チャンネル/YouTube）‐ ラージュラ 役、ブラピース 役（声の出演）
- 怪獣戦隊ジュウカイザー（2022年12月9日 ‐ 12月23日、ギガ特撮チャンネル/YouTube）‐ エンジェラシー 役
- 装弩戦隊ゴウケンゴー（2025年7月11日 - 8月1日、ギガ特撮チャンネル） - ウルディーネ/ユイ 役（全4話の脚本も担当）[31]

### 映画
- 隠密濡物帳 熟れごろ嫁さがし（2023年1月20日、オーピー映画）[32]

### ラジオ
- ラジオのアナ〜ラジアナ/深夜3時のヒロイン（2023年3月30日、4月6日、FM NACK5）

### イベント
- 救星戦隊ワクセイバー祭（2021年10月29日、都内）[33]
- GIGA スーパーヒロインライブ Vol.14（2024年1月13日、東京・from scratch）- ラージュラ/セーラールシファー 役[34]
- GIGAスーパーヒロインライブ Vol.24（2025年1月11日、東京・from scratch）- パープルサターン/テイルズイフリート 役[35]
- GIGA30周年スーパーヒロインライブ2Days（2025年6月29日、東京・from scratch）- テイルズイフリート/ラージュラ 役[36]